# ATP World Tour 2018
ATP World Tour 2018 là giải quần vợt chuyên nghiệp nam được tổ chức bởi Hiệp hội quần vợt nhà nghề (ATP) cho mùa giải quần vợt 2018. Lịch thi đấu của ATP World Tour 2018 có các giải đấu Grand Slam (được tổ chức bởi Liên đoàn quần vợt quốc tế (ITF)), ATP World Tour Masters 1000, ATP World Tour 500, ATP World Tour 250, Davis Cup (được tổ chức bởi ITF), và ATP World Tour Finals. Trong lịch thi đấu năm 2018 này cũng có cả Hopman Cup (được tổ chức bởi ITF) và Next Generation ATP Finals, đó là giải đấu không tính điểm vào bảng xếp hạng.

## Lịch thi đấu
Dưới đây là lịch thi đấu của các sự kiện trong năm 2018.
Chú thích
| Giải Grand Slam             |
| ATP Finals                  |
| ATP World Tour Masters 1000 |
| ATP World Tour 500          |
| ATP World Tour 250          |
| Sự kiện đồng đội            |

### Tháng 1
| Tuần của ngày         | Giải đấu | Nhà vô địch | Á quân                                                                              | Bán kết                             | Tứ kết                                                                 |
| --------------------- | --- | --- | ----------------------------------------------------------------------------------- | ----------------------------------- | ---------------------------------------------------------------------- |
| 1 tháng 1             | Hopman Cup Perth, Úc Giải Vô địch Đồng đội Nam nữ ITF Cứng trong nhà – 8 đội (VB) | Thụy Sĩ · 2–1 | Đức                                                                                 | Vòng bảng (Bảng A) Bỉ · Úc · Canada | Vòng bảng (Bảng B) Hoa Kỳ · Nga · Nhật Bản                             |
| 1 tháng 1             | Qatar Open Doha, Qatar ATP World Tour 250 $1,386,665 – Cứng – 32S/16Q/16D Kết quả đơn – Kết quả đôi | Gaël Monfils 6–2, 6–3                                                                                            | Andrey Rublev                                                                       | Dominic Thiem Guido Pella           | Stefanos Tsitsipas Peter Gojowczyk Mirza Bašić Borna Ćorić             |
| 1 tháng 1             | Qatar Open Doha, Qatar ATP World Tour 250 $1,386,665 – Cứng – 32S/16Q/16D Kết quả đơn – Kết quả đôi | Oliver Marach Mate Pavić 6–2, 7–6(8–6)                                                                           | Jamie Murray Bruno Soares                                                           | Dominic Thiem Guido Pella           | Stefanos Tsitsipas Peter Gojowczyk Mirza Bašić Borna Ćorić             |
| 1 tháng 1             | Maharashtra Open Pune, Ấn Độ ATP World Tour 250 $561,345 – Cứng – 28S/16Q/16D Kết quả đơn – Kết quả đôi | Gilles Simon 7–6(7–4), 6–2                                                                                       | Kevin Anderson                                                                      | Marin Čilić Benoît Paire            | Pierre-Hugues Herbert Ricardo Ojeda Lara Robin Haase Mikhail Kukushkin |
| 1 tháng 1             | Maharashtra Open Pune, Ấn Độ ATP World Tour 250 $561,345 – Cứng – 28S/16Q/16D Kết quả đơn – Kết quả đôi | Robin Haase Matwé Middelkoop 7–6(7–5), 7–6(7–5)                                                                  | Pierre-Hugues Herbert Gilles Simon                                                  | Marin Čilić Benoît Paire            | Pierre-Hugues Herbert Ricardo Ojeda Lara Robin Haase Mikhail Kukushkin |
| 1 tháng 1             | Brisbane International Brisbane, Úc ATP World Tour 250 $528,910 – Cứng – 28S/16Q/16D Kết quả đơn – Kết quả đôi | Nick Kyrgios 6–4, 6–2                                                                                            | Ryan Harrison                                                                       | Grigor Dimitrov Alex de Minaur      | Kyle Edmund Alexandr Dolgopolov Michael Mmoh Denis Istomin             |
| 1 tháng 1             | Brisbane International Brisbane, Úc ATP World Tour 250 $528,910 – Cứng – 28S/16Q/16D Kết quả đơn – Kết quả đôi | Henri Kontinen John Peers 3–6, 6–3, [10–2]                                                                       | Leonardo Mayer Horacio Zeballos                                                     | Grigor Dimitrov Alex de Minaur      | Kyle Edmund Alexandr Dolgopolov Michael Mmoh Denis Istomin             |
| 8 tháng 1             | Auckland Open Auckland, New Zealand ATP World Tour 250 $561,345 – Cứng – 28S/16Q/16D Kết quả đơn – Kết quả đôi | Roberto Bautista Agut 6–1, 4–6, 7–5                                                                              | Juan Martín del Potro                                                               | Robin Haase David Ferrer            | Peter Gojowczyk Jiří Veselý Chung Hyeon Karen Khachanov                |
| 8 tháng 1             | Auckland Open Auckland, New Zealand ATP World Tour 250 $561,345 – Cứng – 28S/16Q/16D Kết quả đơn – Kết quả đôi | Oliver Marach Mate Pavić 6–4, 5–7, [10–7]                                                                        | Max Mirnyi Philipp Oswald                                                           | Robin Haase David Ferrer            | Peter Gojowczyk Jiří Veselý Chung Hyeon Karen Khachanov                |
| 8 tháng 1             | Sydney International Sydney, Úc ATP World Tour 250 $528,910 – Cứng – 28S/16Q/16D Kết quả đơn – Két quả đôi | Daniil Medvedev 1–6, 6–4, 7–5                                                                                    | Alex de Minaur                                                                      | Fabio Fognini Benoît Paire          | Paolo Lorenzi Adrian Mannarino Feliciano López Gilles Müller           |
| 8 tháng 1             | Sydney International Sydney, Úc ATP World Tour 250 $528,910 – Cứng – 28S/16Q/16D Kết quả đơn – Két quả đôi | Łukasz Kubot Marcelo Melo 6–3, 6–4                                                                               | Jan-Lennard Struff Viktor Troicki                                                   | Fabio Fognini Benoît Paire          | Paolo Lorenzi Adrian Mannarino Feliciano López Gilles Müller           |
| 15 tháng 1 22 tháng 1 | Giải quần vợt Úc Mở rộng Melbourne, Úc Grand Slam A$25,096,000 – Cứng 128S/128Q/64D/32X Kết quả đơn – Kết quả đôi – Kết quả đôi nam nữ | Roger Federer 6–2, 6–7(5–7), 6–3, 3–6, 6–1                                                                       | Marin Čilić                                                                         | Kyle Edmund Chung Hyeon             | Rafael Nadal Grigor Dimitrov Tennys Sandgren Tomáš Berdych             |
| 15 tháng 1 22 tháng 1 | Giải quần vợt Úc Mở rộng Melbourne, Úc Grand Slam A$25,096,000 – Cứng 128S/128Q/64D/32X Kết quả đơn – Kết quả đôi – Kết quả đôi nam nữ | Oliver Marach Mate Pavić 6–4, 6–4                                                                                | Juan Sebastián Cabal Robert Farah                                                   | Kyle Edmund Chung Hyeon             | Rafael Nadal Grigor Dimitrov Tennys Sandgren Tomáš Berdych             |
| 15 tháng 1 22 tháng 1 | Giải quần vợt Úc Mở rộng Melbourne, Úc Grand Slam A$25,096,000 – Cứng 128S/128Q/64D/32X Kết quả đơn – Kết quả đôi – Kết quả đôi nam nữ | Gabriela Dabrowski Mate Pavić 2–6, 6–4, [11–9]                                                                   | Tímea Babos Rohan Bopanna                                                           | Kyle Edmund Chung Hyeon             | Rafael Nadal Grigor Dimitrov Tennys Sandgren Tomáš Berdych             |
| 29 tháng 1            | Vòng 1 Davis Cup Albertville, Pháp – Cứng trong nhà Morioka, Nhật Bản – Cứng trong nhà Marbella, Tây Ban Nha – Đất nện Brisbane, Úc – Cứng Astana, Kazakhstan – Cứng trong nhà Osijek, Croatia – Đất nện trong nhà Niš, Serbia – Đất nện trong nhà Liège, Bỉ – Cứng trong nhà | Thắng vòng 1 Pháp 3–1 · Ý 3–1 · Tây Ban Nha 3–1 · Đức 3–1 · Kazakhstan 4–1 · Croatia 3–1 · Hoa Kỳ 3–1 · Bỉ 3–2 · | Thua vòng 1 Hà Lan · Nhật Bản · Anh Quốc · Úc · Thụy Sĩ · Canada · Serbia · Hungary |                                     |                                                                        |

### Tháng 2
| Tuần của ngày | Giải đấu | Nhà vô địch                                          | Á quân                             | Bán kết                          | Tứ kết                                                                         |
| ------------- | --- | ---------------------------------------------------- | ---------------------------------- | -------------------------------- | ------------------------------------------------------------------------------ |
| 5 tháng 2     | Open Sud de France Montpellier, Pháp ATP World Tour 250 €561,345 – Cứng trong nhà – 28S/16Q/16D Kết quả đơn – Kết quả đôi                              | Lucas Pouille 7–6(7–2), 6–4                          | Richard Gasquet                    | David Goffin Jo-Wilfried Tsonga  | Karen Khachanov Damir Džumhur Andrey Rublev Benoît Paire                       |
| 5 tháng 2     | Open Sud de France Montpellier, Pháp ATP World Tour 250 €561,345 – Cứng trong nhà – 28S/16Q/16D Kết quả đơn – Kết quả đôi                              | Ken Skupski Neal Skupski 7–6(7–2), 6–4               | Ben McLachlan Hugo Nys             | David Goffin Jo-Wilfried Tsonga  | Karen Khachanov Damir Džumhur Andrey Rublev Benoît Paire                       |
| 5 tháng 2     | Sofia Open Sofia, Bulgaria ATP World Tour 250 €561,345 – Cứng trong nhà – 28S/16Q/16D Kết quả đơn – Kết quả đôi                                        | Mirza Bašić 7–6(8–6), 6–7(4–7), 6–4                  | Marius Copil                       | Stan Wawrinka Jozef Kovalík      | Viktor Troicki Maximilian Marterer Gilles Müller Marcos Baghdatis              |
| 5 tháng 2     | Sofia Open Sofia, Bulgaria ATP World Tour 250 €561,345 – Cứng trong nhà – 28S/16Q/16D Kết quả đơn – Kết quả đôi                                        | Robin Haase Matwé Middelkoop 5–7, 6–4, [10–4]        | Nikola Mektić Alexander Peya       | Stan Wawrinka Jozef Kovalík      | Viktor Troicki Maximilian Marterer Gilles Müller Marcos Baghdatis              |
| 5 tháng 2     | Ecuador Open Quito, Ecuador ATP World Tour 250 $561,345 – Đất nện – 28S/16Q/16D Kết quả đơn – Kết quả đôi                                              | Roberto Carballés Baena 6–3, 4–6, 6–4                | Albert Ramos Viñolas               | Andrej Martin Thiago Monteiro    | Corentin Moutet Nicolás Jarry Gaël Monfils Gerald Melzer                       |
| 5 tháng 2     | Ecuador Open Quito, Ecuador ATP World Tour 250 $561,345 – Đất nện – 28S/16Q/16D Kết quả đơn – Kết quả đôi                                              | Nicolás Jarry Hans Podlipnik-Castillo 7–6(8–6), 6–3  | Austin Krajicek Jackson Withrow    | Andrej Martin Thiago Monteiro    | Corentin Moutet Nicolás Jarry Gaël Monfils Gerald Melzer                       |
| 12 tháng 2    | Rotterdam Open Rotterdam, Hà Lan ATP World Tour 500 €1,996,245 – Cứng trong nhà – 32S/16Q/16D/4Q Kết quả đơn – Kết quả đôi                             | Roger Federer 6–2, 6–2                               | Grigor Dimitrov                    | Andreas Seppi David Goffin       | Robin Haase Daniil Medvedev Tomáš Berdych Andrey Rublev                        |
| 12 tháng 2    | Rotterdam Open Rotterdam, Hà Lan ATP World Tour 500 €1,996,245 – Cứng trong nhà – 32S/16Q/16D/4Q Kết quả đơn – Kết quả đôi                             | Pierre-Hugues Herbert Nicolas Mahut 2–6, 6–2, [10–7] | Oliver Marach Mate Pavić           | Andreas Seppi David Goffin       | Robin Haase Daniil Medvedev Tomáš Berdych Andrey Rublev                        |
| 12 tháng 2    | New York Open Uniondale, Hoa Kỳ ATP World Tour 250 $748,450 – Cứng trong nhà – 28S/16Q/16D Kết quả đơn – Kết quả đôi                                   | Kevin Anderson 4–6, 6–3, 7–6(7–1)                    | Sam Querrey                        | Kei Nishikori Adrian Mannarino   | Frances Tiafoe Radu Albot Adrián Menéndez Maceiras Ivo Karlović                |
| 12 tháng 2    | New York Open Uniondale, Hoa Kỳ ATP World Tour 250 $748,450 – Cứng trong nhà – 28S/16Q/16D Kết quả đơn – Kết quả đôi                                   | Max Mirnyi Philipp Oswald 6–4, 4–6, [10–6]           | Wesley Koolhof Artem Sitak         | Kei Nishikori Adrian Mannarino   | Frances Tiafoe Radu Albot Adrián Menéndez Maceiras Ivo Karlović                |
| 12 tháng 2    | Argentina Open Buenos Aires, Argentina ATP World Tour 250 $648,180 – Đất nện – 28S/16Q/16D Kết quả đơn – Kết quả đôi                                   | Dominic Thiem 6–2, 6–4                               | Aljaž Bedene                       | Gaël Monfils Federico Delbonis   | Guido Pella Leonardo Mayer Diego Schwartzman Guillermo García López            |
| 12 tháng 2    | Argentina Open Buenos Aires, Argentina ATP World Tour 250 $648,180 – Đất nện – 28S/16Q/16D Kết quả đơn – Kết quả đôi                                   | Andrés Molteni Horacio Zeballos 6–3, 5–7, [10–3]     | Juan Sebastián Cabal Robert Farah  | Gaël Monfils Federico Delbonis   | Guido Pella Leonardo Mayer Diego Schwartzman Guillermo García López            |
| 19 tháng 2    | Rio Open Rio de Janeiro, Brazil ATP World Tour 500 $1,842,475 – Đất nện – 32S/16Q/16D/4Q Kết quả đơn – Kết quả đôi                                     | Diego Schwartzman 6–2, 6–3                           | Fernando Verdasco                  | Nicolás Jarry Fabio Fognini      | Gaël Monfils Pablo Cuevas Aljaž Bedene Dominic Thiem                           |
| 19 tháng 2    | Rio Open Rio de Janeiro, Brazil ATP World Tour 500 $1,842,475 – Đất nện – 32S/16Q/16D/4Q Kết quả đơn – Kết quả đôi                                     | David Marrero Fernando Verdasco 5–7, 7–5, [10–8]     | Nikola Mektić Alexander Peya       | Nicolás Jarry Fabio Fognini      | Gaël Monfils Pablo Cuevas Aljaž Bedene Dominic Thiem                           |
| 19 tháng 2    | Open 13 Marseille, Pháp ATP World Tour 250 €718,810 – Cứng trong nhà – 28S/16Q/16D Kết quả đơn – Kết quả đôi                                           | Karen Khachanov 7–5, 3–6, 7–5                        | Lucas Pouille                      | Tomáš Berdych Ilya Ivashka       | Julien Benneteau Damir Džumhur Filip Krajinović Nicolas Mahut                  |
| 19 tháng 2    | Open 13 Marseille, Pháp ATP World Tour 250 €718,810 – Cứng trong nhà – 28S/16Q/16D Kết quả đơn – Kết quả đôi                                           | Raven Klaasen Michael Venus 6–7(2–7), 6–3, [10–4]    | Marcus Daniell Dominic Inglot      | Tomáš Berdych Ilya Ivashka       | Julien Benneteau Damir Džumhur Filip Krajinović Nicolas Mahut                  |
| 19 tháng 2    | Delray Beach Open Delray Beach, Hoa Kỳ ATP World Tour 250 $622,675 – Cứng – 32S/16Q/16D Kết quả đơn – Kết quả đôi                                      | Frances Tiafoe 6–1, 6–4                              | Peter Gojowczyk                    | Steve Johnson Denis Shapovalov   | Reilly Opelka Evgeny Donskoy Taylor Fritz Chung Hyeon                          |
| 19 tháng 2    | Delray Beach Open Delray Beach, Hoa Kỳ ATP World Tour 250 $622,675 – Cứng – 32S/16Q/16D Kết quả đơn – Kết quả đôi                                      | Jack Sock Jackson Withrow 4–6, 6–4, [10–8]           | Nicholas Monroe John-Patrick Smith | Steve Johnson Denis Shapovalov   | Reilly Opelka Evgeny Donskoy Taylor Fritz Chung Hyeon                          |
| 26 tháng 2    | Dubai Tennis Championships Dubai, Các Tiểu vương quốc Ả Rập Thống nhất ATP World Tour 500 $3,057,135 – Cứng – 32S/16Q/16D/4Q Kết quả đơn – Kết quả đôi | Roberto Bautista Agut 6–3, 6–4                       | Lucas Pouille                      | Malek Jaziri Filip Krajinović    | Stefanos Tsitsipas Borna Ćorić Evgeny Donskoy Yūichi Sugita                    |
| 26 tháng 2    | Dubai Tennis Championships Dubai, Các Tiểu vương quốc Ả Rập Thống nhất ATP World Tour 500 $3,057,135 – Cứng – 32S/16Q/16D/4Q Kết quả đơn – Kết quả đôi | Jean-Julien Rojer Horia Tecău 6–2, 7–6(7–2)          | James Cerretani Leander Paes       | Malek Jaziri Filip Krajinović    | Stefanos Tsitsipas Borna Ćorić Evgeny Donskoy Yūichi Sugita                    |
| 26 tháng 2    | Mexican Open Acapulco, Mexico ATP World Tour 500 $1,789,445 – Cứng – 32S/16Q/16D/4Q Kết quả đơn – Kết quả đôi                                          | Juan Martín del Potro 6–4, 6–4                       | Kevin Anderson                     | Jared Donaldson Alexander Zverev | Feliciano López Chung Hyeon Dominic Thiem Ryan Harrison                        |
| 26 tháng 2    | Mexican Open Acapulco, Mexico ATP World Tour 500 $1,789,445 – Cứng – 32S/16Q/16D/4Q Kết quả đơn – Kết quả đôi                                          | Jamie Murray Bruno Soares 7–6(7–4), 7–5              | Bob Bryan Mike Bryan               | Jared Donaldson Alexander Zverev | Feliciano López Chung Hyeon Dominic Thiem Ryan Harrison                        |
| 26 tháng 2    | Brasil Open São Paulo, Brazil ATP World Tour 250 $582,870 – Đất nện trong nhà – 28S/16Q/16D Kết quả đơn – Kết quả đôi                                  | Fabio Fognini 1–6, 6–1, 6–4                          | Nicolás Jarry                      | Horacio Zeballos Pablo Cuevas    | Albert Ramos Viñolas Rogério Dutra Silva Leonardo Mayer Guillermo García López |
| 26 tháng 2    | Brasil Open São Paulo, Brazil ATP World Tour 250 $582,870 – Đất nện trong nhà – 28S/16Q/16D Kết quả đơn – Kết quả đôi                                  | Federico Delbonis Máximo González 6–4, 6–2           | Wesley Koolhof Artem Sitak         | Horacio Zeballos Pablo Cuevas    | Albert Ramos Viñolas Rogério Dutra Silva Leonardo Mayer Guillermo García López |

### Tháng 3
| Tuần của ngày         | Giải đấu | Nhà vô địch                                    | Á quân                        | Bán kết                                   | Tứ kết                                                       |
| --------------------- | --- | ---------------------------------------------- | ----------------------------- | ----------------------------------------- | ------------------------------------------------------------ |
| 5 tháng 3 12 tháng 3  | Indian Wells Masters Indian Wells, Hoa Kỳ ATP World Tour Masters 1000 $8,909,960 – Cứng – 96S/48Q/32D Kết quả đơn – Kết quả đôi | Juan Martín del Potro 6–4, 6–7(8–10), 7–6(7–2) | Roger Federer                 | Borna Ćorić Milos Raonic                  | Chung Hyeon Kevin Anderson Sam Querrey Philipp Kohlschreiber |
| 5 tháng 3 12 tháng 3  | Indian Wells Masters Indian Wells, Hoa Kỳ ATP World Tour Masters 1000 $8,909,960 – Cứng – 96S/48Q/32D Kết quả đơn – Kết quả đôi | John Isner Jack Sock 7–6(7–4), 7–6(7–2)        | Bob Bryan Mike Bryan          | Borna Ćorić Milos Raonic                  | Chung Hyeon Kevin Anderson Sam Querrey Philipp Kohlschreiber |
| 19 tháng 3 26 tháng 3 | Miami Open Miami, Hoa Kỳ ATP World Tour Masters 1000 $8,909,960 – Cứng – 96S/48Q/32D Kết quả đơn – Kết quả đôi                  | John Isner 6–7(4–7), 6–4, 6–4                  | Alexander Zverev              | Pablo Carreño Busta Juan Martín del Potro | Kevin Anderson Borna Ćorić Milos Raonic Chung Hyeon          |
| 19 tháng 3 26 tháng 3 | Miami Open Miami, Hoa Kỳ ATP World Tour Masters 1000 $8,909,960 – Cứng – 96S/48Q/32D Kết quả đơn – Kết quả đôi                  | Bob Bryan Mike Bryan 4–6, 7–6(7–5), [10–4]     | Karen Khachanov Andrey Rublev | Pablo Carreño Busta Juan Martín del Potro | Kevin Anderson Borna Ćorić Milos Raonic Chung Hyeon          |

### Tháng 4
| Tuần của ngày | Giải đấu | Nhà vô địch                                                              | Á quân                                    | Bán kết                                | Tứ kết                                                                  |
| ------------- | --- | ------------------------------------------------------------------------ | ----------------------------------------- | -------------------------------------- | ----------------------------------------------------------------------- |
| 2 tháng 4     | Tứ kết Davis Cup Genoa, Ý – Đất nện Valencia, Tây Ban Nha – Đất nện Varaždin, Croatia – Đất nện trong nhà Nashville, Hoa Kỳ – Cứng trong nhà | Đội thắng tứ kết Pháp 3–1 · Tây Ban Nha 3–2 · Croatia 3–1 · Hoa Kỳ 4–0 · | Đội thua tứ kết Ý · Đức · Kazakhstan · Bỉ |                                        |                                                                         |
| 9 tháng 4     | U.S. Men's Clay Court Championships Houston, Hoa Kỳ ATP World Tour 250 $623,710 – Đất nện – 28S/16Q/16D Kết quả đơn – Kết quả đôi            | Steve Johnson 7–6(7–2), 2–6, 6–4                                         | Tennys Sandgren                           | Taylor Fritz Ivo Karlović              | John Isner Jack Sock Nick Kyrgios Guido Pella                           |
| 9 tháng 4     | U.S. Men's Clay Court Championships Houston, Hoa Kỳ ATP World Tour 250 $623,710 – Đất nện – 28S/16Q/16D Kết quả đơn – Kết quả đôi            | Max Mirnyi Philipp Oswald 6–7(2–7), 6–4, [11–9]                          | Andre Begemann Antonio Šančić             | Taylor Fritz Ivo Karlović              | John Isner Jack Sock Nick Kyrgios Guido Pella                           |
| 9 tháng 4     | Grand Prix Hassan II Marrakesh, Morocco ATP World Tour 250 €561,345 – Đất nện – 32S/16Q/16D Kết quả đơn – Kết quả đôi                        | Pablo Andújar 6–2, 6–2                                                   | Kyle Edmund                               | João Sousa Richard Gasquet             | Alexey Vatutin Nikoloz Basilashvili Gilles Simon Malek Jaziri           |
| 9 tháng 4     | Grand Prix Hassan II Marrakesh, Morocco ATP World Tour 250 €561,345 – Đất nện – 32S/16Q/16D Kết quả đơn – Kết quả đôi                        | Nikola Mektić Alexander Peya 7–5, 3–6, [10–7]                            | Benoît Paire Édouard Roger-Vasselin       | João Sousa Richard Gasquet             | Alexey Vatutin Nikoloz Basilashvili Gilles Simon Malek Jaziri           |
| 16 tháng 4    | Monte-Carlo Masters Monte Carlo, Monaco ATP World Tour Masters 1000 €5,238,735 – Đất nện – 56S/28Q/24D Kết quả đơn – Kết quả đôi             | Rafael Nadal 6–3, 6–2                                                    | Kei Nishikori                             | Grigor Dimitrov Alexander Zverev       | Dominic Thiem David Goffin Richard Gasquet Marin Čilić                  |
| 16 tháng 4    | Monte-Carlo Masters Monte Carlo, Monaco ATP World Tour Masters 1000 €5,238,735 – Đất nện – 56S/28Q/24D Kết quả đơn – Kết quả đôi             | Bob Bryan Mike Bryan 7–6(7–5), 6–3                                       | Oliver Marach Mate Pavić                  | Grigor Dimitrov Alexander Zverev       | Dominic Thiem David Goffin Richard Gasquet Marin Čilić                  |
| 23 tháng 4    | Barcelona Open Barcelona, Tây Ban Nha ATP World Tour 500 €2,794,220 – Đất nện – 48S/24Q/16D/4Q Kết quả đơn – Kết quả đôi                     | Rafael Nadal 6–2, 6–1                                                    | Stefanos Tsitsipas                        | David Goffin Pablo Carreño Busta       | Martin Kližan Roberto Bautista Agut Dominic Thiem Grigor Dimitrov       |
| 23 tháng 4    | Barcelona Open Barcelona, Tây Ban Nha ATP World Tour 500 €2,794,220 – Đất nện – 48S/24Q/16D/4Q Kết quả đơn – Kết quả đôi                     | Feliciano López Marc López 7–6(7–5), 6–4                                 | Aisam-ul-Haq Qureshi Jean-Julien Rojer    | David Goffin Pablo Carreño Busta       | Martin Kližan Roberto Bautista Agut Dominic Thiem Grigor Dimitrov       |
| 23 tháng 4    | Hungarian Open Budapest, Hungary ATP World Tour 250 €561,345 – Đất nện – 28S/16Q/16D Kết quả đơn – Kết quả đôi                               | Marco Cecchinato 7–5, 6–4                                                | John Millman                              | Aljaž Bedene Andreas Seppi             | Yannick Maden Lorenzo Sonego Nikoloz Basilashvili Jan-Lennard Struff    |
| 23 tháng 4    | Hungarian Open Budapest, Hungary ATP World Tour 250 €561,345 – Đất nện – 28S/16Q/16D Kết quả đơn – Kết quả đôi                               | Dominic Inglot Franko Škugor 6–7(8–10), 6–1, [10–8]                      | Matwé Middelkoop Andrés Molteni           | Aljaž Bedene Andreas Seppi             | Yannick Maden Lorenzo Sonego Nikoloz Basilashvili Jan-Lennard Struff    |
| 30 tháng 4    | Estoril Open Estoril, Bồ Đào Nha ATP World Tour 250 €561,345 – Đất nện – 28S/16Q/16D Kết quả đơn – Kết quả đôi                               | João Sousa 6–4, 6–4                                                      | Frances Tiafoe                            | Stefanos Tsitsipas Pablo Carreño Busta | Roberto Carballés Baena Kyle Edmund Simone Bolelli Nicolás Jarry        |
| 30 tháng 4    | Estoril Open Estoril, Bồ Đào Nha ATP World Tour 250 €561,345 – Đất nện – 28S/16Q/16D Kết quả đơn – Kết quả đôi                               | Kyle Edmund Cameron Norrie 6–4, 6–2                                      | Wesley Koolhof Artem Sitak                | Stefanos Tsitsipas Pablo Carreño Busta | Roberto Carballés Baena Kyle Edmund Simone Bolelli Nicolás Jarry        |
| 30 tháng 4    | Bavarian International Tennis Championships Munich, Đức ATP World Tour 250 €561,345 – Đất nện – 28S/16Q/16D Kết quả đơn – Kết quả đôi        | Alexander Zverev 6–3, 6–3                                                | Philipp Kohlschreiber                     | Chung Hyeon Maximilian Marterer        | Jan-Lennard Struff Martin Kližan Márton Fucsovics Roberto Bautista Agut |
| 30 tháng 4    | Bavarian International Tennis Championships Munich, Đức ATP World Tour 250 €561,345 – Đất nện – 28S/16Q/16D Kết quả đơn – Kết quả đôi        | Ivan Dodig Rajeev Ram 6–3, 7–5                                           | Nikola Mektić Alexander Peya              | Chung Hyeon Maximilian Marterer        | Jan-Lennard Struff Martin Kližan Márton Fucsovics Roberto Bautista Agut |
| 30 tháng 4    | Istanbul Open Istanbul, Thổ Nhĩ Kỳ ATP World Tour 250 €486,145 – Đất nện – 28S/16Q/16D Kết quả đơn – Kết quả đôi                             | Taro Daniel 7–6(7–4), 6–4                                                | Malek Jaziri                              | Laslo Đere Jérémy Chardy               | Jiří Veselý Paolo Lorenzi Rogério Dutra Silva Thomas Fabbiano           |
| 30 tháng 4    | Istanbul Open Istanbul, Thổ Nhĩ Kỳ ATP World Tour 250 €486,145 – Đất nện – 28S/16Q/16D Kết quả đơn – Kết quả đôi                             | Dominic Inglot Robert Lindstedt 3–6, 6–3, [10–8]                         | Ben McLachlan Nicholas Monroe             | Laslo Đere Jérémy Chardy               | Jiří Veselý Paolo Lorenzi Rogério Dutra Silva Thomas Fabbiano           |

### Tháng 5
| Tuần của ngày        | Giải đấu | Nhà vô địch                                        | Á quân                         | Bán kết                                | Tứ kết                                                           |
| -------------------- | --- | -------------------------------------------------- | ------------------------------ | -------------------------------------- | ---------------------------------------------------------------- |
| 7 tháng 5            | Madrid Open Madrid, Tây Ban Nha ATP World Tour Masters 1000 €7,190,930 – Đất nện – 56S/28Q/24D Kết quả đơn – Kết quả đôi                 | Alexander Zverev 6–4, 6–4                          | Dominic Thiem                  | Kevin Anderson Denis Shapovalov        | Rafael Nadal Dušan Lajović Kyle Edmund John Isner                |
| 7 tháng 5            | Madrid Open Madrid, Tây Ban Nha ATP World Tour Masters 1000 €7,190,930 – Đất nện – 56S/28Q/24D Kết quả đơn – Kết quả đôi                 | Nikola Mektić Alexander Peya 5–3 ret.              | Bob Bryan Mike Bryan           | Kevin Anderson Denis Shapovalov        | Rafael Nadal Dušan Lajović Kyle Edmund John Isner                |
| 14 tháng 5           | Italian Open Rome, Ý ATP World Tour Masters 1000 €5,444,985 – Đất nện – 56S/28Q/24D Kết quả đơn – Kết quả đôi                            | Rafael Nadal 6–1, 1–6, 6–3                         | Alexander Zverev               | Novak Djokovic Marin Čilić             | Fabio Fognini Kei Nishikori Pablo Carreño Busta David Goffin     |
| 14 tháng 5           | Italian Open Rome, Ý ATP World Tour Masters 1000 €5,444,985 – Đất nện – 56S/28Q/24D Kết quả đơn – Kết quả đôi                            | Juan Sebastián Cabal Robert Farah 3–6, 6–4, [10–4] | Pablo Carreño Busta João Sousa | Novak Djokovic Marin Čilić             | Fabio Fognini Kei Nishikori Pablo Carreño Busta David Goffin     |
| 21 tháng 5           | Geneva Open Geneva, Thụy Sĩ ATP World Tour 250 €561,345 – Đất nện – 28S/16Q/16D Kết quả đơn – Kết quả đôi                                | Márton Fucsovics 6–2, 6–2                          | Peter Gojowczyk                | Steve Johnson Fabio Fognini            | Guido Pella Stan Wawrinka Andreas Seppi Tennys Sandgren          |
| 21 tháng 5           | Geneva Open Geneva, Thụy Sĩ ATP World Tour 250 €561,345 – Đất nện – 28S/16Q/16D Kết quả đơn – Kết quả đôi                                | Oliver Marach Mate Pavić 3–6, 7–6(7–3), [11–9]     | Ivan Dodig Rajeev Ram          | Steve Johnson Fabio Fognini            | Guido Pella Stan Wawrinka Andreas Seppi Tennys Sandgren          |
| 21 tháng 5           | Lyon Open Lyon, Pháp ATP World Tour 250 €561,345 – Đất nện – 28S/16Q/16D Kết quả đơn – Kết quả đôi                                       | Dominic Thiem 3–6, 7–6(7–2), 6–1                   | Gilles Simon                   | Dušan Lajović Cameron Norrie           | Guillermo García López Taylor Fritz Mikhail Kukushkin John Isner |
| 21 tháng 5           | Lyon Open Lyon, Pháp ATP World Tour 250 €561,345 – Đất nện – 28S/16Q/16D Kết quả đơn – Kết quả đôi                                       | Nick Kyrgios Jack Sock 7–5, 2–6, [11–9]            | Roman Jebavý Matwé Middelkoop  | Dušan Lajović Cameron Norrie           | Guillermo García López Taylor Fritz Mikhail Kukushkin John Isner |
| 28 tháng 5 4 tháng 6 | Giải quần vợt Pháp Mở rộng Paris, Pháp Grand Slam €18,232,000 – Đất nện 128S/128Q/64D/32X Kết quả đơn – Kết quả đôi – Kết quả đôi nam nữ | Rafael Nadal 6–4, 6–3, 6–2                         | Dominic Thiem                  | Juan Martín del Potro Marco Cecchinato | Diego Schwartzman Marin Čilić Novak Djokovic Alexander Zverev    |
| 28 tháng 5 4 tháng 6 | Giải quần vợt Pháp Mở rộng Paris, Pháp Grand Slam €18,232,000 – Đất nện 128S/128Q/64D/32X Kết quả đơn – Kết quả đôi – Kết quả đôi nam nữ | Pierre-Hugues Herbert Nicolas Mahut 6–2, 7–6(7–4)  | Oliver Marach Mate Pavić       | Juan Martín del Potro Marco Cecchinato | Diego Schwartzman Marin Čilić Novak Djokovic Alexander Zverev    |
| 28 tháng 5 4 tháng 6 | Giải quần vợt Pháp Mở rộng Paris, Pháp Grand Slam €18,232,000 – Đất nện 128S/128Q/64D/32X Kết quả đơn – Kết quả đôi – Kết quả đôi nam nữ | Latisha Chan Ivan Dodig 6–1, 6–7(5–7), [10–8]      | Gabriela Dabrowski Mate Pavić  | Juan Martín del Potro Marco Cecchinato | Diego Schwartzman Marin Čilić Novak Djokovic Alexander Zverev    |

### Tháng 6
| Tuần của ngày | Giải đấu | Nhà vô địch                                               | Á quân                            | Bán kết                            | Tứ kết                                                                       |
| ------------- | --- | --------------------------------------------------------- | --------------------------------- | ---------------------------------- | ---------------------------------------------------------------------------- |
| 11 tháng 6    | Stuttgart Open Stuttgart, Đức ATP World Tour 250 €729,340 – Cỏ – 28S/16Q/16D Kết quả đơn – Kết quả đôi                               | Roger Federer 6–4, 7–6(7–3)                               | Milos Raonic                      | Nick Kyrgios Lucas Pouille         | Guido Pella Feliciano López Tomáš Berdych Denis Istomin                      |
| 11 tháng 6    | Stuttgart Open Stuttgart, Đức ATP World Tour 250 €729,340 – Cỏ – 28S/16Q/16D Kết quả đơn – Kết quả đôi                               | Philipp Petzschner Tim Pütz 7–6(7–5), 6–3                 | Robert Lindstedt Marcin Matkowski | Nick Kyrgios Lucas Pouille         | Guido Pella Feliciano López Tomáš Berdych Denis Istomin                      |
| 11 tháng 6    | Rosmalen Grass Court Championships 's-Hertogenbosch, Hà Lan ATP World Tour 250 €686,080 – Cỏ – 28S/16Q/16D Kết quả đơn – Kết quả đôi | Richard Gasquet 6–3, 7–6(7–5)                             | Jérémy Chardy                     | Matthew Ebden Bernard Tomic        | Mackenzie McDonald Marius Copil Fernando Verdasco Stefanos Tsitsipas         |
| 11 tháng 6    | Rosmalen Grass Court Championships 's-Hertogenbosch, Hà Lan ATP World Tour 250 €686,080 – Cỏ – 28S/16Q/16D Kết quả đơn – Kết quả đôi | Dominic Inglot Franko Škugor 7–6(7–3), 7–5                | Raven Klaasen Michael Venus       | Matthew Ebden Bernard Tomic        | Mackenzie McDonald Marius Copil Fernando Verdasco Stefanos Tsitsipas         |
| 18 tháng 6    | Halle Open Halle, Đức ATP World Tour 500 €2,116,915 – Cỏ – 32S/16Q/16D/4Q Kết quả đơn – Kết quả đôi                                  | Borna Ćorić 7–6(8–6), 3–6, 6–2                            | Roger Federer                     | Denis Kudla Roberto Bautista Agut  | Matthew Ebden Yūichi Sugita Karen Khachanov Andreas Seppi                    |
| 18 tháng 6    | Halle Open Halle, Đức ATP World Tour 500 €2,116,915 – Cỏ – 32S/16Q/16D/4Q Kết quả đơn – Kết quả đôi                                  | Łukasz Kubot Marcelo Melo 7–6(7–1), 6–4                   | Alexander Zverev Mischa Zverev    | Denis Kudla Roberto Bautista Agut  | Matthew Ebden Yūichi Sugita Karen Khachanov Andreas Seppi                    |
| 18 tháng 6    | Queen's Club Championships London, Anh Quốc ATP World Tour 500 €2,116,915 – Cỏ – 32S/16Q/16D/4Q Kết quả đơn – Kết quả đôi            | Marin Čilić 5–7, 7–6(7–4), 6–3                            | Novak Djokovic                    | Nick Kyrgios Jérémy Chardy         | Sam Querrey Feliciano López Frances Tiafoe Adrian Mannarino                  |
| 18 tháng 6    | Queen's Club Championships London, Anh Quốc ATP World Tour 500 €2,116,915 – Cỏ – 32S/16Q/16D/4Q Kết quả đơn – Kết quả đôi            | Henri Kontinen John Peers 6–4, 6–3                        | Jamie Murray Bruno Soares         | Nick Kyrgios Jérémy Chardy         | Sam Querrey Feliciano López Frances Tiafoe Adrian Mannarino                  |
| 25 tháng 6    | Eastbourne International Eastbourne, Anh Quốc ATP World Tour 250 €721,085 – Cỏ – 28S/16Q/16D Kết quả đơn – Kết quả đôi               | Mischa Zverev 6–4, 6–4                                    | Lukáš Lacko                       | Marco Cecchinato Mikhail Kukushkin | Cameron Norrie John Millman Denis Shapovalov Kyle Edmund                     |
| 25 tháng 6    | Eastbourne International Eastbourne, Anh Quốc ATP World Tour 250 €721,085 – Cỏ – 28S/16Q/16D Kết quả đơn – Kết quả đôi               | Luke Bambridge Jonny O'Mara 7–5, 6–4                      | Ken Skupski Neal Skupski          | Marco Cecchinato Mikhail Kukushkin | Cameron Norrie John Millman Denis Shapovalov Kyle Edmund                     |
| 25 tháng 6    | Antalya Open Antalya, Thổ Nhĩ Kỳ ATP World Tour 250 €486,145 – Cỏ – 28S/16Q/16D Kết quả đơn – Kết quả đôi                            | Damir Džumhur 6–1, 1–6, 6–1                               | Adrian Mannarino                  | Gaël Monfils Jiří Veselý           | João Sousa Guillermo García López Nikoloz Basilashvili Pierre-Hugues Herbert |
| 25 tháng 6    | Antalya Open Antalya, Thổ Nhĩ Kỳ ATP World Tour 250 €486,145 – Cỏ – 28S/16Q/16D Kết quả đơn – Kết quả đôi                            | Marcelo Demoliner Santiago González 7–5, 6–7(6–8), [10–8] | Sander Arends Matwé Middelkoop    | Gaël Monfils Jiří Veselý           | João Sousa Guillermo García López Nikoloz Basilashvili Pierre-Hugues Herbert |

### Tháng 7
| Tuần của ngày       | Giải đấu | Nhà vô địch                                              | Á quân                                    | Bán kết                           | Tứ kết                                                              |
| ------------------- | --- | -------------------------------------------------------- | ----------------------------------------- | --------------------------------- | ------------------------------------------------------------------- |
| 2 tháng 7 9 tháng 7 | Wimbledon London, Anh Quốc Grand Slam £16,184,500 – Cỏ 128S/128Q/64D/16Q/48X Kết quả đơn – Kết quả đôi – Kết quả đôi nam nữ | Novak Djokovic 6–2, 6–2, 7–6(7–3)                        | Kevin Anderson                            | John Isner Rafael Nadal           | Roger Federer Milos Raonic Kei Nishikori Juan Martín del Potro      |
| 2 tháng 7 9 tháng 7 | Wimbledon London, Anh Quốc Grand Slam £16,184,500 – Cỏ 128S/128Q/64D/16Q/48X Kết quả đơn – Kết quả đôi – Kết quả đôi nam nữ | Mike Bryan Jack Sock 6–3, 6–7(7–9), 6–3, 5–7, 7–5        | Raven Klaasen Michael Venus               | John Isner Rafael Nadal           | Roger Federer Milos Raonic Kei Nishikori Juan Martín del Potro      |
| 2 tháng 7 9 tháng 7 | Wimbledon London, Anh Quốc Grand Slam £16,184,500 – Cỏ 128S/128Q/64D/16Q/48X Kết quả đơn – Kết quả đôi – Kết quả đôi nam nữ | Alexander Peya Nicole Melichar 7–6(7–1), 6–3             | Jamie Murray Victoria Azarenka            | John Isner Rafael Nadal           | Roger Federer Milos Raonic Kei Nishikori Juan Martín del Potro      |
| 16 tháng 7          | Hall of Fame Tennis Championships Newport, Hoa Kỳ ATP World Tour 250 $623,710 – Cỏ – 28S/16Q/16D Kết quả đơn – Kết quả đôi  | Steve Johnson 7–5, 3–6, 6–2                              | Ramkumar Ramanathan                       | Marcel Granollers Tim Smyczek     | Adrian Mannarino Dudi Sela Jason Jung Vasek Pospisil                |
| 16 tháng 7          | Hall of Fame Tennis Championships Newport, Hoa Kỳ ATP World Tour 250 $623,710 – Cỏ – 28S/16Q/16D Kết quả đơn – Kết quả đôi  | Jonathan Erlich Artem Sitak 6–1, 6–2                     | Marcelo Arévalo Miguel Ángel Reyes-Varela | Marcel Granollers Tim Smyczek     | Adrian Mannarino Dudi Sela Jason Jung Vasek Pospisil                |
| 16 tháng 7          | Swedish Open Båstad, Thụy Điển ATP World Tour 250 €561,345 – Đất nện – 28S/16Q/16D Kết quả đơn – Kết quả đôi                | Fabio Fognini 6–3, 3–6, 6–1                              | Richard Gasquet                           | Henri Laaksonen Fernando Verdasco | Simone Bolelli Casper Ruud Federico Delbonis Pablo Carreño Busta    |
| 16 tháng 7          | Swedish Open Båstad, Thụy Điển ATP World Tour 250 €561,345 – Đất nện – 28S/16Q/16D Kết quả đơn – Kết quả đôi                | Julio Peralta Horacio Zeballos 6–3, 6–4                  | Simone Bolelli Fabio Fognini              | Henri Laaksonen Fernando Verdasco | Simone Bolelli Casper Ruud Federico Delbonis Pablo Carreño Busta    |
| 16 tháng 7          | Croatia Open Umag, Croatia ATP World Tour 250 €561,345 – Đất nện – 28S/16Q/16D Kết quả đơn – Kết quả đôi                    | Marco Cecchinato 6–2, 7–6(7–4)                           | Guido Pella                               | Robin Haase Marco Trungelliti     | Dušan Lajović Andrey Rublev Laslo Đere Evgeny Donskoy               |
| 16 tháng 7          | Croatia Open Umag, Croatia ATP World Tour 250 €561,345 – Đất nện – 28S/16Q/16D Kết quả đơn – Kết quả đôi                    | Robin Haase Matwé Middelkoop 6–4, 6–4                    | Roman Jebavý Jiri Vesely                  | Robin Haase Marco Trungelliti     | Dušan Lajović Andrey Rublev Laslo Đere Evgeny Donskoy               |
| 23 tháng 7          | German Open Hamburg, Đức ATP World Tour 500 €1,753,255 – Đất nện – 32S/16Q/16D/4Q Kết quả đơn – Kết quả đôi                 | Nikoloz Basilashvili 6–4, 0–6, 7–5                       | Leonardo Mayer                            | Nicolás Jarry Jozef Kovalík       | Dominic Thiem Pablo Carreño Busta Thiago Monteiro Diego Schwartzman |
| 23 tháng 7          | German Open Hamburg, Đức ATP World Tour 500 €1,753,255 – Đất nện – 32S/16Q/16D/4Q Kết quả đơn – Kết quả đôi                 | Julio Peralta Horacio Zeballos 6–1, 4–6, [10–6]          | Oliver Marach Mate Pavić                  | Nicolás Jarry Jozef Kovalík       | Dominic Thiem Pablo Carreño Busta Thiago Monteiro Diego Schwartzman |
| 23 tháng 7          | Atlanta Open Atlanta, Hoa Kỳ ATP World Tour 250 $748,450 – Cứng – 28S/16Q/16D Kết quả đơn – Kết quả đôi                     | John Isner 5–7, 6–3, 6–4                                 | Ryan Harrison                             | Matthew Ebden Cameron Norrie      | Mischa Zverev Marcos Baghdatis Chung Hyeon Nick Kyrgios             |
| 23 tháng 7          | Atlanta Open Atlanta, Hoa Kỳ ATP World Tour 250 $748,450 – Cứng – 28S/16Q/16D Kết quả đơn – Kết quả đôi                     | Nicholas Monroe John-Patrick Smith 3–6, 7–6(7–5), [10–8] | Ryan Harrison Rajeev Ram                  | Matthew Ebden Cameron Norrie      | Mischa Zverev Marcos Baghdatis Chung Hyeon Nick Kyrgios             |
| 23 tháng 7          | Swiss Open Gstaad, Thụy Sĩ ATP World Tour 250 €561,345 – Đất nện – 28S/16Q/16D Kết quả đơn – Kết quả đôi                    | Matteo Berrettini 7–6(11–9), 6–4                         | Roberto Bautista Agut                     | Jürgen Zopp Laslo Đere            | Facundo Bagnis Feliciano López Viktor Galović Taro Daniel           |
| 23 tháng 7          | Swiss Open Gstaad, Thụy Sĩ ATP World Tour 250 €561,345 – Đất nện – 28S/16Q/16D Kết quả đơn – Kết quả đôi                    | Matteo Berrettini Daniele Bracciali 7–6(7–2), 7–6(7–5)   | Denys Molchanov Igor Zelenay              | Jürgen Zopp Laslo Đere            | Facundo Bagnis Feliciano López Viktor Galović Taro Daniel           |
| 30 tháng 7          | Washington Open Washington, Hoa Kỳ ATP World Tour 500 $2,146,815 – Cứng – 48S/20Q/16D/3Q Kết quả đơn – Kết quả đôi          | Alexander Zverev 6–2, 6–4                                | Alex de Minaur                            | Stefanos Tsitsipas Andrey Rublev  | Kei Nishikori David Goffin Andy Murray Denis Kudla                  |
| 30 tháng 7          | Washington Open Washington, Hoa Kỳ ATP World Tour 500 $2,146,815 – Cứng – 48S/20Q/16D/3Q Kết quả đơn – Kết quả đôi          | Jamie Murray Bruno Soares 3–6, 6–3, [10–4]               | Mike Bryan Edouard Roger-Vasselin         | Stefanos Tsitsipas Andrey Rublev  | Kei Nishikori David Goffin Andy Murray Denis Kudla                  |
| 30 tháng 7          | Los Cabos Open Cabo San Lucas, Mexico ATP World Tour 250 $808,770 – Cứng – 28S/15Q/16D Kết quả đơn – Kết quả đôi            | Fabio Fognini 6–4, 6–2                                   | Juan Martín del Potro                     | Damir Dzumhur Cameron Norrie      | Egor Gerasimov Michael Mmoh Adrian Mannarino Yoshihito Nishioka     |
| 30 tháng 7          | Los Cabos Open Cabo San Lucas, Mexico ATP World Tour 250 $808,770 – Cứng – 28S/15Q/16D Kết quả đơn – Kết quả đôi            | Marcelo Arévalo Miguel Ángel Reyes-Varela 6–4, 6–4       | Taylor Fritz Thanasi Kokkinakis           | Damir Dzumhur Cameron Norrie      | Egor Gerasimov Michael Mmoh Adrian Mannarino Yoshihito Nishioka     |
| 30 tháng 7          | Austrian Open Kitzbühel Kitzbühel, Áo ATP World Tour 250 €561,345 – Đất nện – 28S/16Q/16D Kết quả đơn – Kết quả đôi         | Martin Kližan 6–2, 6–2                                   | Denis Istomin                             | Jaume Munar Nicolás Jarry         | Dušan Lajović Taro Daniel Matteo Berrettini Maximilian Marterer     |
| 30 tháng 7          | Austrian Open Kitzbühel Kitzbühel, Áo ATP World Tour 250 €561,345 – Đất nện – 28S/16Q/16D Kết quả đơn – Kết quả đôi         | Roman Jebavý Andrés Molteni 6–2, 6–4                     | Daniele Bracciali Federico Delbonis       | Jaume Munar Nicolás Jarry         | Dušan Lajović Taro Daniel Matteo Berrettini Maximilian Marterer     |

### Tháng 8
| Tuần của ngày        | Giải đấu | Nhà vô địch                                         | Á quân                            | Bán kết                         | Tứ kết                                                               |
| -------------------- | --- | --------------------------------------------------- | --------------------------------- | ------------------------------- | -------------------------------------------------------------------- |
| 6 tháng 8            | Canadian Open Toronto, Canada ATP World Tour Masters 1000 $5,939,970 – Cứng – 56S/28Q/24D Kết quả đơn – Kết quả đôi                                  | Rafael Nadal 6–2, 7–6(7–4)                          | Stefanos Tsitsipas                | Karen Khachanov Kevin Anderson  | Marin Čilić Robin Haase Grigor Dimitrov Alexander Zverev             |
| 6 tháng 8            | Canadian Open Toronto, Canada ATP World Tour Masters 1000 $5,939,970 – Cứng – 56S/28Q/24D Kết quả đơn – Kết quả đôi                                  | Henri Kontinen John Peers 6–2, 6–7(7–9), [10–8]     | Raven Klaasen Michael Venus       | Karen Khachanov Kevin Anderson  | Marin Čilić Robin Haase Grigor Dimitrov Alexander Zverev             |
| 13 tháng 8           | Cincinnati Masters Cincinnati, Hoa Kỳ ATP World Tour Masters 1000 $6,335,970 – Cứng – 56S/28Q/24D Kết quả đơn – Kết quả đôi                          | Novak Djokovic 6–4, 6–4                             | Roger Federer                     | Marin Čilić David Goffin        | Milos Raonic Pablo Carreño Busta Juan Martín del Potro Stan Wawrinka |
| 13 tháng 8           | Cincinnati Masters Cincinnati, Hoa Kỳ ATP World Tour Masters 1000 $6,335,970 – Cứng – 56S/28Q/24D Kết quả đơn – Kết quả đôi                          | Jamie Murray Bruno Soares 4–6, 6–3, [10–6]          | Juan Sebastián Cabal Robert Farah | Marin Čilić David Goffin        | Milos Raonic Pablo Carreño Busta Juan Martín del Potro Stan Wawrinka |
| 20 tháng 8           | Winston-Salem Open Winston-Salem, Hoa Kỳ ATP World Tour 250 $778,070 – Cứng – 48S/16Q/16D Kết quả đơn – Kết quả đôi                                  | Daniil Medvedev 6–4, 6–4                            | Steve Johnson                     | Taro Daniel Pablo Carreño Busta | Ryan Harrison Nicolás Jarry Kyle Edmund Chung Hyeon                  |
| 20 tháng 8           | Winston-Salem Open Winston-Salem, Hoa Kỳ ATP World Tour 250 $778,070 – Cứng – 48S/16Q/16D Kết quả đơn – Kết quả đôi                                  | Jean-Julien Rojer Horia Tecău 6–4, 6–2              | James Cerretani Leander Paes      | Taro Daniel Pablo Carreño Busta | Ryan Harrison Nicolás Jarry Kyle Edmund Chung Hyeon                  |
| 27 tháng 8 3 tháng 9 | Giải quần vợt Mỹ Mở rộng Thành phố New York, Hoa Kỳ Grand Slam $25,282,920 – Cứng – 128S/128Q/64D/32X Kết quả đơn – Kết quả đôi – Kết quả đôi nam nữ | Novak Djokovic 6–3, 7–6(7–4), 6–3                   | Juan Martín del Potro             | Rafael Nadal Kei Nishikori      | Dominic Thiem John Isner Marin Čilić John Millman                    |
| 27 tháng 8 3 tháng 9 | Giải quần vợt Mỹ Mở rộng Thành phố New York, Hoa Kỳ Grand Slam $25,282,920 – Cứng – 128S/128Q/64D/32X Kết quả đơn – Kết quả đôi – Kết quả đôi nam nữ | Mike Bryan Jack Sock 6–3, 6–1                       | Łukasz Kubot Marcelo Melo         | Rafael Nadal Kei Nishikori      | Dominic Thiem John Isner Marin Čilić John Millman                    |
| 27 tháng 8 3 tháng 9 | Giải quần vợt Mỹ Mở rộng Thành phố New York, Hoa Kỳ Grand Slam $25,282,920 – Cứng – 128S/128Q/64D/32X Kết quả đơn – Kết quả đôi – Kết quả đôi nam nữ | Bethanie Mattek-Sands Jamie Murray 2–6, 6–3, [11–9] | Alicja Rosolska Nikola Mektić     | Rafael Nadal Kei Nishikori      | Dominic Thiem John Isner Marin Čilić John Millman                    |

### Tháng 9
| Tuần của ngày | Giải đấu | Nhà vô địch                                        | Á quân                                | Bán kết                             | Tứ kết                                                               |
| ------------- | --- | -------------------------------------------------- | ------------------------------------- | ----------------------------------- | -------------------------------------------------------------------- |
| 10 tháng 9    | Bán kết Davis Cup Lille, Pháp – Cứng trong nhà Zadar, Croatia – Đất nện                                                        | Đội thắng bán kết Pháp 3–2 · Croatia 3–2           | Đội thua bán kết Tây Ban Nha · Hoa Kỳ |                                     |                                                                      |
| 17 tháng 9    | St. Petersburg Open St. Petersburg, Nga ATP World Tour 250 $1,241,850 – Cứng trong nhà – 28S/16Q/16D Kết quả đơn – Kết quả đôi | Dominic Thiem 6–3, 6–1                             | Martin Kližan                         | Roberto Bautista Agut Stan Wawrinka | Daniil Medvedev Marco Cecchinato Damir Džumhur Denis Shapovalov      |
| 17 tháng 9    | St. Petersburg Open St. Petersburg, Nga ATP World Tour 250 $1,241,850 – Cứng trong nhà – 28S/16Q/16D Kết quả đơn – Kết quả đôi | Matteo Berrettini Fabio Fognini 7–6(8–6), 7–6(7–4) | Roman Jebavý Matwé Middelkoop         | Roberto Bautista Agut Stan Wawrinka | Daniil Medvedev Marco Cecchinato Damir Džumhur Denis Shapovalov      |
| 17 tháng 9    | Moselle Open Metz, Pháp ATP World Tour 250 €561,345 – Cứng trong nhà – 28S/16Q/16D Kết quả đơn – Kết quả đôi                   | Gilles Simon 7–6(7–2), 6–1                         | Matthias Bachinger                    | Kei Nishikori Radu Albot            | Nikoloz Basilashvili Yannick Maden Richard Gasquet Ričardas Berankis |
| 17 tháng 9    | Moselle Open Metz, Pháp ATP World Tour 250 €561,345 – Cứng trong nhà – 28S/16Q/16D Kết quả đơn – Kết quả đôi                   | Nicolas Mahut Édouard Roger-Vasselin 6–1, 7–5      | Ken Skupski Neal Skupski              | Kei Nishikori Radu Albot            | Nikoloz Basilashvili Yannick Maden Richard Gasquet Ričardas Berankis |
| 24 tháng 9    | Chengdu Open Thành Đô, Trung Quốc ATP World Tour 250 $1,183,360 – Cứng – 28S/16Q/16D Kết quả đơn – Kết quả đôi                 | Bernard Tomic 6–1, 3–6, 7–6(9–7)                   | Fabio Fognini                         | Taylor Fritz João Sousa             | Matthew Ebden Sam Querrey Malek Jaziri Félix Auger-Aliassime         |
| 24 tháng 9    | Chengdu Open Thành Đô, Trung Quốc ATP World Tour 250 $1,183,360 – Cứng – 28S/16Q/16D Kết quả đơn – Kết quả đôi                 | Ivan Dodig Mate Pavić 6–2, 6–4                     | Austin Krajicek Jeevan Nedunchezhiyan | Taylor Fritz João Sousa             | Matthew Ebden Sam Querrey Malek Jaziri Félix Auger-Aliassime         |
| 24 tháng 9    | Shenzhen Open Shenzhen, Trung Quốc ATP World Tour 250 $800,320 – Cứng – 28S/16Q/16D Kết quả đơn – Kết quả đôi                  | Yoshihito Nishioka 7–5, 2–6, 6–4                   | Pierre-Hugues Herbert                 | Fernando Verdasco Alex de Minaur    | Andy Murray Cameron Norrie Damir Džumhur Albert Ramos Viñolas        |
| 24 tháng 9    | Shenzhen Open Shenzhen, Trung Quốc ATP World Tour 250 $800,320 – Cứng – 28S/16Q/16D Kết quả đơn – Kết quả đôi                  | Ben McLachlan Joe Salisbury 7–6(7–5), 7–6(7–4)     | Robert Lindstedt Rajeev Ram           | Fernando Verdasco Alex de Minaur    | Andy Murray Cameron Norrie Damir Džumhur Albert Ramos Viñolas        |

### Tháng 10
| Tuần của ngày | Giải đấu | Nhà vô địch                                   | Á quân                              | Bán kết                             | Tứ kết                                                             |
| ------------- | --- | --------------------------------------------- | ----------------------------------- | ----------------------------------- | ------------------------------------------------------------------ |
| 1 tháng 10    | China Open Bắc Kinh, Trung Quốc ATP World Tour 500 $4,658,510 – Cứng – 32S/16Q/16D Kết quả đơn – Kết quả đôi                | Nikoloz Basilashvili 6–4, 6–4                 | Juan Martín del Potro               | Fabio Fognini Kyle Edmund           | Filip Krajinović Márton Fucsovics Dušan Lajović Malek Jaziri       |
| 1 tháng 10    | China Open Bắc Kinh, Trung Quốc ATP World Tour 500 $4,658,510 – Cứng – 32S/16Q/16D Kết quả đơn – Kết quả đôi                | Łukasz Kubot Marcelo Melo 6–1, 6–4            | Oliver Marach Mate Pavić            | Fabio Fognini Kyle Edmund           | Filip Krajinović Márton Fucsovics Dušan Lajović Malek Jaziri       |
| 1 tháng 10    | Japan Open Tokyo, Nhật Bản ATP World Tour 500 $1,928,580 – Cứng trong nhà – 32S/16Q/16D Kết quả đơn – Kết quả đôi           | Daniil Medvedev 6–2, 6–4                      | Kei Nishikori                       | Denis Shapovalov Richard Gasquet    | Jan-Lennard Struff Milos Raonic Stefanos Tsitsipas Kevin Anderson  |
| 1 tháng 10    | Japan Open Tokyo, Nhật Bản ATP World Tour 500 $1,928,580 – Cứng trong nhà – 32S/16Q/16D Kết quả đơn – Kết quả đôi           | Ben McLachlan Jan-Lennard Struff 6–4, 7–5     | Raven Klaasen Michael Venus         | Denis Shapovalov Richard Gasquet    | Jan-Lennard Struff Milos Raonic Stefanos Tsitsipas Kevin Anderson  |
| 8 tháng 10    | Shanghai Masters Shanghai, Trung Quốc ATP World Tour Masters 1000 $9,219,970 – Cứng – 56S/28Q/24D Kết quả đơn – Kết quả đôi | Novak Djokovic 6–3, 6–4                       | Borna Ćorić                         | Roger Federer Alexander Zverev      | Kei Nishikori Matthew Ebden Kyle Edmund Kevin Anderson             |
| 8 tháng 10    | Shanghai Masters Shanghai, Trung Quốc ATP World Tour Masters 1000 $9,219,970 – Cứng – 56S/28Q/24D Kết quả đơn – Kết quả đôi | Łukasz Kubot Marcelo Melo 6–4, 6–2            | Jamie Murray Bruno Soares           | Roger Federer Alexander Zverev      | Kei Nishikori Matthew Ebden Kyle Edmund Kevin Anderson             |
| 15 tháng 10   | Kremlin Cup Moskva, Nga ATP World Tour 250 $936,435 – Cứng trong nhà – 28S/16Q/16D Kết quả đơn – Kết quả đôi                | Karen Khachanov 6–2, 6–2                      | Adrian Mannarino                    | Andreas Seppi Daniil Medvedev       | Egor Gerasimov Filip Krajinović Mirza Bašić Ričardas Berankis      |
| 15 tháng 10   | Kremlin Cup Moskva, Nga ATP World Tour 250 $936,435 – Cứng trong nhà – 28S/16Q/16D Kết quả đơn – Kết quả đôi                | Austin Krajicek Rajeev Ram 7–6(7–4), 6–4      | Max Mirnyi Philipp Oswald           | Andreas Seppi Daniil Medvedev       | Egor Gerasimov Filip Krajinović Mirza Bašić Ričardas Berankis      |
| 15 tháng 10   | Stockholm Open Stockholm, Thụy Điển ATP World Tour 250 €686,080 – Cứng trong nhà – 28S/16Q/16D Kết quả đơn – Kết quả đôi    | Stefanos Tsitsipas 6–4, 6–4                   | Ernests Gulbis                      | John Isner Fabio Fognini            | Tennys Sandgren Jack Sock Philipp Kohlschreiber Chung Hyeon        |
| 15 tháng 10   | Stockholm Open Stockholm, Thụy Điển ATP World Tour 250 €686,080 – Cứng trong nhà – 28S/16Q/16D Kết quả đơn – Kết quả đôi    | Luke Bambridge Jonny O'Mara 7–5, 7–6(10–8)    | Marcus Daniell Wesley Koolhof       | John Isner Fabio Fognini            | Tennys Sandgren Jack Sock Philipp Kohlschreiber Chung Hyeon        |
| 15 tháng 10   | European Open Antwerp, Bỉ ATP World Tour 250 €686,080 – Cứng trong nhà – 28S/16Q/16D Kết quả đơn – Kết quả đôi              | Kyle Edmund 3–6, 7–6(7–2), 7–6(7–4)           | Gaël Monfils                        | Richard Gasquet Diego Schwartzman   | Ilya Ivashka Jan-Lennard Struff Vasek Pospisil Gilles Simon        |
| 15 tháng 10   | European Open Antwerp, Bỉ ATP World Tour 250 €686,080 – Cứng trong nhà – 28S/16Q/16D Kết quả đơn – Kết quả đôi              | Nicolas Mahut Édouard Roger-Vasselin 6–4, 7–5 | Marcelo Demoliner Santiago González | Richard Gasquet Diego Schwartzman   | Ilya Ivashka Jan-Lennard Struff Vasek Pospisil Gilles Simon        |
| 22 tháng 10   | Vienna Open Viên, Áo ATP World Tour 500 €2,788,570 – Cứng trong nhà – 32S/16Q/16D Kết quả đơn – Kết quả đôi                 | Kevin Anderson 6–3, 7–6(7–3)                  | Kei Nishikori                       | Mikhail Kukushkin Fernando Verdasco | Dominic Thiem Márton Fucsovics Gaël Monfils Borna Ćorić            |
| 22 tháng 10   | Vienna Open Viên, Áo ATP World Tour 500 €2,788,570 – Cứng trong nhà – 32S/16Q/16D Kết quả đơn – Kết quả đôi                 | Joe Salisbury Neal Skupski 7–6(7–5), 6–3      | Mike Bryan Édouard Roger-Vasselin   | Mikhail Kukushkin Fernando Verdasco | Dominic Thiem Márton Fucsovics Gaël Monfils Borna Ćorić            |
| 22 tháng 10   | Swiss Indoors Basel, Switzerland ATP World Tour 500 €2,442,740 – Cứng trong nhà – 32S/16Q/16D Kết quả đơn – Kết quả đôi     | Roger Federer 7–6(7–5), 6–4                   | Marius Copil                        | Daniil Medvedev Alexander Zverev    | Gilles Simon Stefanos Tsitsipas Taylor Fritz Roberto Bautista Agut |
| 22 tháng 10   | Swiss Indoors Basel, Switzerland ATP World Tour 500 €2,442,740 – Cứng trong nhà – 32S/16Q/16D Kết quả đơn – Kết quả đôi     | Dominic Inglot Franko Škugor 6–2, 7–5         | Alexander Zverev Mischa Zverev      | Daniil Medvedev Alexander Zverev    | Gilles Simon Stefanos Tsitsipas Taylor Fritz Roberto Bautista Agut |
| 29 tháng 10   | Paris Masters Paris, France ATP World Tour Masters 1000 €5,444,985 – Cứng trong nhà – 48S/24Q/24D Kết quả đơn – Kết quả đôi | Karen Khachanov 7–5, 6–4                      | Novak Djokovic                      | Dominic Thiem Roger Federer         | Jack Sock Alexander Zverev Kei Nishikori Marin Čilić               |
| 29 tháng 10   | Paris Masters Paris, France ATP World Tour Masters 1000 €5,444,985 – Cứng trong nhà – 48S/24Q/24D Kết quả đơn – Kết quả đôi | Marcel Granollers Rajeev Ram 6–4, 6–4         | Jean-Julien Rojer Horia Tecău       | Dominic Thiem Roger Federer         | Jack Sock Alexander Zverev Kei Nishikori Marin Čilić               |

### Tháng 11
| Tuần của ngày | Giải đấu                                                                                                  | Nhà vô địch                                     | Á quân                              | Bán kết                      | Tứ kết                                                            |
| ------------- | --- | ----------------------------------------------- | ----------------------------------- | ---------------------------- | ----------------------------------------------------------------- |
| 5 tháng 11    | Next Gen ATP Finals Milan, Ý Giải biểu diễn Cứng trong nhà                                                | Stefanos Tsitsipas 2-4, 4-1, 4-3(7-3), 4-3(7-3) | Alex de Minaur                      | Andrey Rublev Jaume Munar    | Vòng bảng Hubert Hurkacz Frances Tiafoe Taylor Fritz Liam Caruana |
| 12 tháng 11   | ATP Finals London, Anh Quốc ATP Finals $8,500,000 – Cứng trong nhà – 8S/8D (VB) Kết quả đơn – Kết quả đôi | Alexander Zverev 6–4, 6–3                       | Novak Djokovic                      | Kevin Anderson Roger Federer | Vòng bảng Kei Nishikori Dominic Thiem John Isner Marin Čilić      |
| 12 tháng 11   | ATP Finals London, Anh Quốc ATP Finals $8,500,000 – Cứng trong nhà – 8S/8D (VB) Kết quả đơn – Kết quả đôi | Mike Bryan Jack Sock 5–7, 6–1, [13–11]          | Pierre-Hugues Herbert Nicolas Mahut | Kevin Anderson Roger Federer | Vòng bảng Kei Nishikori Dominic Thiem John Isner Marin Čilić      |
| 19 tháng 11   | Chung kết Davis Cup Lille, Pháp – Đất nện trong nhà                                                       | Croatia · 3–1                                   | Pháp                                |                              |                                                                   |

## Thống kê
Các bảng dưới đây thống kê số danh hiệu đơn (S), đôi (D), và đôi nam nữ (X) của mỗi tay vợt và mỗi quốc gia giành được trong năm, tất cả các thể loại giải đấu của ATP World Tour 2018: Giải Grand Slam, ATP World Tour Finals, ATP World Tour Masters 1000, ATP World Tour 500 và ATP World Tour 250. Các tay vợt / quốc gia được sắp xếp theo:
1. Tổng số danh hiệu (một danh hiệu đôi giành được bởi hai tay vợt đại diện cho cùng một quốc gia được tính là chỉ có một chiến thắng cho quốc gia);
2. Độ quan trọng của những danh hiệu đó (một chức vô địch Grand Slam bằng hai chức vô địch Masters 1000, một chức vô địch ATP Finals với thành tích bất bại bằng một phần rưỡi chức vô địch Masters 1000, một chức vô địch Masters 1000 bằng hai chức vô địch 500, một chức vô địch 500 bằng hai chức vô địch 250);
3. Hệ thống phân cấp: đơn (S)> đôi (D)> đôi nam nữ (X);
4. Thứ tự chữ cái (theo họ của tay vợt).

### Số danh hiệu giành được theo tay vợt
| Tổng số | Tay vợt                         | S | D | X | S | D | S | D | S | D | S | D | S | D | X |
| ------- | ------------------------------- | - | - | - | - | - | - | - | - | - | - | - | - | - | - |
| 6       | Mate Pavić (CRO)                |   | ● | ● |   |   |   |   |   |   |   | ● | 0 | 5 | 1 |
| 6       | Jack Sock (Hoa Kỳ)              |   | ● |   |   | ● |   | ● |   |   |   | ● | 0 | 6 | 0 |
| 5       | Rafael Nadal (ESP)              | ● |   |   |   |   | ● |   | ● |   |   |   | 5 | 0 | 0 |
| 5       | Mike Bryan (Hoa Kỳ)             |   | ● |   |   | ● |   | ● |   |   |   |   | 0 | 5 | 0 |
| 4       | Novak Djokovic (SRB)            | ● |   |   |   |   | ● |   |   |   |   |   | 4 | 0 | 0 |
| 4       | Jamie Murray (GBR)              |   |   | ● |   |   |   | ● |   | ● |   |   | 0 | 3 | 1 |
| 4       | Roger Federer (SUI)             | ● |   |   |   |   |   |   | ● |   | ● |   | 4 | 0 | 0 |
| 4       | Nicolas Mahut (FRA)             |   | ● |   |   |   |   |   |   | ● |   | ● | 0 | 4 | 0 |
| 4       | Oliver Marach (AUT)             |   | ● |   |   |   |   |   |   |   |   | ● | 0 | 4 | 0 |
| 4       | Łukasz Kubot (POL)              |   |   |   |   |   |   | ● |   | ● |   | ● | 0 | 4 | 0 |
| 4       | Marcelo Melo (BRA)              |   |   |   |   |   |   | ● |   | ● |   | ● | 0 | 4 | 0 |
| 4       | Dominic Inglot (GBR)            |   |   |   |   |   |   |   |   | ● |   | ● | 0 | 4 | 0 |
| 4       | Fabio Fognini (ITA)             |   |   |   |   |   |   |   |   |   | ● | ● | 3 | 1 | 0 |
| 4       | Alexander Zverev (GER)          |   |   |   | ● |   | ● |   | ● |   | ● |   | 4 | 0 | 0 |
| 3       | Alexander Peya (AUT)            |   |   | ● |   |   |   | ● |   |   |   | ● | 0 | 2 | 1 |
| 3       | Ivan Dodig (CRO)                |   |   | ● |   |   |   |   |   |   |   | ● | 0 | 2 | 1 |
| 3       | John Isner (Hoa Kỳ)             |   |   |   |   |   | ● | ● |   |   | ● |   | 2 | 1 | 0 |
| 3       | Bruno Soares (BRA)              |   |   |   |   |   |   | ● |   | ● |   |   | 0 | 3 | 0 |
| 3       | Henri Kontinen (FIN)            |   |   |   |   |   |   | ● |   | ● |   | ● | 0 | 3 | 0 |
| 3       | John Peers (AUS)                |   |   |   |   |   |   | ● |   | ● |   | ● | 0 | 3 | 0 |
| 3       | Karen Khachanov (RUS)           |   |   |   |   |   | ● |   |   |   | ● |   | 3 | 0 | 0 |
| 3       | Rajeev Ram (Hoa Kỳ)             |   |   |   |   |   |   | ● |   |   |   | ● | 0 | 3 | 0 |
| 3       | Daniil Medvedev (RUS)           |   |   |   |   |   |   |   | ● |   | ● |   | 3 | 0 | 0 |
| 3       | Franko Škugor (CRO)             |   |   |   |   |   |   |   |   | ● |   | ● | 0 | 3 | 0 |
| 3       | Horacio Zeballos (ARG)          |   |   |   |   |   |   |   |   | ● |   | ● | 0 | 3 | 0 |
| 3       | Dominic Thiem (AUT)             |   |   |   |   |   |   |   |   |   | ● |   | 3 | 0 | 0 |
| 3       | Matteo Berrettini (ITA)         |   |   |   |   |   |   |   |   |   | ● | ● | 1 | 2 | 0 |
| 3       | Robin Haase (NED)               |   |   |   |   |   |   |   |   |   |   | ● | 0 | 3 | 0 |
| 3       | Matwé Middelkoop (NED)          |   |   |   |   |   |   |   |   |   |   | ● | 0 | 3 | 0 |
| 2       | Pierre-Hugues Herbert (FRA)     |   | ● |   |   |   |   |   |   | ● |   |   | 0 | 2 | 0 |
| 2       | Bob Bryan (Hoa Kỳ)              |   |   |   |   |   |   | ● |   |   |   |   | 0 | 2 | 0 |
| 2       | Juan Martín del Potro (ARG)     |   |   |   |   |   | ● |   | ● |   |   |   | 2 | 0 | 0 |
| 2       | Nikola Mektić (CRO)             |   |   |   |   |   |   | ● |   |   |   | ● | 0 | 2 | 0 |
| 2       | Nikoloz Basilashvili (GEO)      |   |   |   |   |   |   |   | ● |   |   |   | 2 | 0 | 0 |
| 2       | Kevin Anderson (RSA)            |   |   |   |   |   |   |   | ● |   | ● |   | 2 | 0 | 0 |
| 2       | Roberto Bautista Agut (ESP)     |   |   |   |   |   |   |   | ● |   | ● |   | 2 | 0 | 0 |
| 2       | Ben McLachlan (JPN)             |   |   |   |   |   |   |   |   | ● |   | ● | 0 | 2 | 0 |
| 2       | Julio Peralta (CHI)             |   |   |   |   |   |   |   |   | ● |   | ● | 0 | 2 | 0 |
| 2       | Jean-Julien Rojer (NED)         |   |   |   |   |   |   |   |   | ● |   | ● | 0 | 2 | 0 |
| 2       | Joe Salisbury (GBR)             |   |   |   |   |   |   |   |   | ● |   | ● | 0 | 2 | 0 |
| 2       | Neal Skupski (GBR)              |   |   |   |   |   |   |   |   | ● |   | ● | 0 | 2 | 0 |
| 2       | Horia Tecău (ROU)               |   |   |   |   |   |   |   |   | ● |   | ● | 0 | 2 | 0 |
| 2       | Marco Cecchinato (ITA)          |   |   |   |   |   |   |   |   |   | ● |   | 2 | 0 | 0 |
| 2       | Steve Johnson (Hoa Kỳ)          |   |   |   |   |   |   |   |   |   | ● |   | 2 | 0 | 0 |
| 2       | Gilles Simon (FRA)              |   |   |   |   |   |   |   |   |   | ● |   | 2 | 0 | 0 |
| 2       | Kyle Edmund (GBR)               |   |   |   |   |   |   |   |   |   | ● | ● | 1 | 1 | 0 |
| 2       | Nick Kyrgios (AUS)              |   |   |   |   |   |   |   |   |   | ● | ● | 1 | 1 | 0 |
| 2       | Luke Bambridge (GBR)            |   |   |   |   |   |   |   |   |   |   | ● | 0 | 2 | 0 |
| 2       | Max Mirnyi (BLR)                |   |   |   |   |   |   |   |   |   |   | ● | 0 | 2 | 0 |
| 2       | Andrés Molteni (ARG)            |   |   |   |   |   |   |   |   |   |   | ● | 0 | 2 | 0 |
| 2       | Jonny O'Mara (GBR)              |   |   |   |   |   |   |   |   |   |   | ● | 0 | 2 | 0 |
| 2       | Philipp Oswald (AUT)            |   |   |   |   |   |   |   |   |   |   | ● | 0 | 2 | 0 |
| 2       | Édouard Roger-Vasselin (FRA)    |   |   |   |   |   |   |   |   |   |   | ● | 0 | 2 | 0 |
| 1       | Juan Sebastián Cabal (COL)      |   |   |   |   |   |   | ● |   |   |   |   | 0 | 1 | 0 |
| 1       | Robert Farah (COL)              |   |   |   |   |   |   | ● |   |   |   |   | 0 | 1 | 0 |
| 1       | Marcel Granollers (ESP)         |   |   |   |   |   |   | ● |   |   |   |   | 0 | 1 | 0 |
| 1       | Marin Čilić (CRO)               |   |   |   |   |   |   |   | ● |   |   |   | 1 | 0 | 0 |
| 1       | Borna Ćorić (CRO)               |   |   |   |   |   |   |   | ● |   |   |   | 1 | 0 | 0 |
| 1       | Diego Schwartzman (ARG)         |   |   |   |   |   |   |   | ● |   |   |   | 1 | 0 | 0 |
| 1       | Feliciano López (ESP)           |   |   |   |   |   |   |   |   | ● |   |   | 0 | 1 | 0 |
| 1       | Marc López (ESP)                |   |   |   |   |   |   |   |   | ● |   |   | 0 | 1 | 0 |
| 1       | David Marrero (ESP)             |   |   |   |   |   |   |   |   | ● |   |   | 0 | 1 | 0 |
| 1       | Jan-Lennard Struff (GER)        |   |   |   |   |   |   |   |   | ● |   |   | 0 | 1 | 0 |
| 1       | Fernando Verdasco (ESP)         |   |   |   |   |   |   |   |   | ● |   |   | 0 | 1 | 0 |
| 1       | Pablo Andújar (ESP)             |   |   |   |   |   |   |   |   |   | ● |   | 1 | 0 | 0 |
| 1       | Mirza Bašić (BIH)               |   |   |   |   |   |   |   |   |   | ● |   | 1 | 0 | 0 |
| 1       | Roberto Carballés Baena (ESP)   |   |   |   |   |   |   |   |   |   | ● |   | 1 | 0 | 0 |
| 1       | Taro Daniel (JPN)               |   |   |   |   |   |   |   |   |   | ● |   | 1 | 0 | 0 |
| 1       | Damir Džumhur (BIH)             |   |   |   |   |   |   |   |   |   | ● |   | 1 | 0 | 0 |
| 1       | Márton Fucsovics (HUN)          |   |   |   |   |   |   |   |   |   | ● |   | 1 | 0 | 0 |
| 1       | Richard Gasquet (FRA)           |   |   |   |   |   |   |   |   |   | ● |   | 1 | 0 | 0 |
| 1       | Martin Kližan (SVK)             |   |   |   |   |   |   |   |   |   | ● |   | 1 | 0 | 0 |
| 1       | Gaël Monfils (FRA)              |   |   |   |   |   |   |   |   |   | ● |   | 1 | 0 | 0 |
| 1       | Yoshihito Nishioka (JPN)        |   |   |   |   |   |   |   |   |   | ● |   | 1 | 0 | 0 |
| 1       | Lucas Pouille (FRA)             |   |   |   |   |   |   |   |   |   | ● |   | 1 | 0 | 0 |
| 1       | João Sousa (POR)                |   |   |   |   |   |   |   |   |   | ● |   | 1 | 0 | 0 |
| 1       | Frances Tiafoe (Hoa Kỳ)         |   |   |   |   |   |   |   |   |   | ● |   | 1 | 0 | 0 |
| 1       | Bernard Tomic (AUS)             |   |   |   |   |   |   |   |   |   | ● |   | 1 | 0 | 0 |
| 1       | Stefanos Tsitsipas (GRE)        |   |   |   |   |   |   |   |   |   | ● |   | 1 | 0 | 0 |
| 1       | Mischa Zverev (GER)             |   |   |   |   |   |   |   |   |   | ● |   | 1 | 0 | 0 |
| 1       | Marcelo Arévalo (ESA)           |   |   |   |   |   |   |   |   |   |   | ● | 0 | 1 | 0 |
| 1       | Daniele Bracciali (ITA)         |   |   |   |   |   |   |   |   |   |   | ● | 0 | 1 | 0 |
| 1       | Federico Delbonis (ARG)         |   |   |   |   |   |   |   |   |   |   | ● | 0 | 1 | 0 |
| 1       | Marcelo Demoliner (BRA)         |   |   |   |   |   |   |   |   |   |   | ● | 0 | 1 | 0 |
| 1       | Jonathan Erlich (ISR)           |   |   |   |   |   |   |   |   |   |   | ● | 0 | 1 | 0 |
| 1       | Máximo González (ARG)           |   |   |   |   |   |   |   |   |   |   | ● | 0 | 1 | 0 |
| 1       | Santiago González (MEX)         |   |   |   |   |   |   |   |   |   |   | ● | 0 | 1 | 0 |
| 1       | Nicolás Jarry (CHI)             |   |   |   |   |   |   |   |   |   |   | ● | 0 | 1 | 0 |
| 1       | Roman Jebavý (CZE)              |   |   |   |   |   |   |   |   |   |   | ● | 0 | 1 | 0 |
| 1       | Raven Klaasen (RSA)             |   |   |   |   |   |   |   |   |   |   | ● | 0 | 1 | 0 |
| 1       | Austin Krajicek (Hoa Kỳ)        |   |   |   |   |   |   |   |   |   |   | ● | 0 | 1 | 0 |
| 1       | Robert Lindstedt (SWE)          |   |   |   |   |   |   |   |   |   |   | ● | 0 | 1 | 0 |
| 1       | Nicholas Monroe (Hoa Kỳ)        |   |   |   |   |   |   |   |   |   |   | ● | 0 | 1 | 0 |
| 1       | Cameron Norrie (GBR)            |   |   |   |   |   |   |   |   |   |   | ● | 0 | 1 | 0 |
| 1       | Philipp Petzschner (GER)        |   |   |   |   |   |   |   |   |   |   | ● | 0 | 1 | 0 |
| 1       | Hans Podlipnik-Castillo (CHI)   |   |   |   |   |   |   |   |   |   |   | ● | 0 | 1 | 0 |
| 1       | Tim Pütz (GER)                  |   |   |   |   |   |   |   |   |   |   | ● | 0 | 1 | 0 |
| 1       | Miguel Ángel Reyes-Varela (MEX) |   |   |   |   |   |   |   |   |   |   | ● | 0 | 1 | 0 |
| 1       | Artem Sitak (NZL)               |   |   |   |   |   |   |   |   |   |   | ● | 0 | 1 | 0 |
| 1       | Ken Skupski (GBR)               |   |   |   |   |   |   |   |   |   |   | ● | 0 | 1 | 0 |
| 1       | John-Patrick Smith (AUS)        |   |   |   |   |   |   |   |   |   |   | ● | 0 | 1 | 0 |
| 1       | Michael Venus (NZL)             |   |   |   |   |   |   |   |   |   |   | ● | 0 | 1 | 0 |
| 1       | Jackson Withrow (Hoa Kỳ)        |   |   |   |   |   |   |   |   |   |   | ● | 0 | 1 | 0 |

### Số danh hiệu giành được theo quốc gia
| Tổng số | Quốc gia                   | S | D | X | S | D | S | D | S | D | S | D | S | D  | X |
| ------- | -------------------------- | - | - | - | - | - | - | - | - | - | - | - | - | -- | - |
| 17      | Hoa Kỳ (Hoa Kỳ)            |   | 2 |   |   | 1 | 1 | 4 |   |   | 4 | 5 | 5 | 12 | 0 |
| 15      | Croatia (CRO)              |   | 1 | 2 |   |   |   | 1 | 2 | 1 |   | 8 | 2 | 11 | 2 |
| 15      | Anh Quốc (GBR)             |   |   | 1 |   |   |   | 1 |   | 4 | 1 | 8 | 1 | 13 | 1 |
| 12      | Tây Ban Nha (ESP)          | 1 |   |   |   |   | 3 | 1 | 2 | 2 | 3 |   | 9 | 3  | 0 |
| 12      | Áo (AUT)                   |   | 1 | 1 |   |   |   | 1 |   |   | 3 | 6 | 3 | 8  | 1 |
| 9       | Pháp (FRA)                 |   | 1 |   |   |   |   |   |   | 1 | 5 | 2 | 5 | 4  | 0 |
| 8       | Brasil (BRA)               |   |   |   |   |   |   | 2 |   | 4 |   | 2 | 0 | 8  | 0 |
| 8       | Argentina (ARG)            |   |   |   |   |   | 1 |   | 2 | 1 |   | 4 | 3 | 5  | 0 |
| 8       | Ý (ITA)                    |   |   |   |   |   |   |   |   |   | 6 | 2 | 6 | 2  | 0 |
| 7       | Đức (GER)                  |   |   |   | 1 |   | 1 |   | 1 | 1 | 2 | 1 | 5 | 2  | 0 |
| 7       | Úc (AUS)                   |   |   |   |   |   |   | 1 |   | 1 | 2 | 3 | 2 | 5  | 0 |
| 6       | Nga (RUS)                  |   |   |   |   |   | 1 |   | 1 |   | 4 |   | 6 | 0  | 0 |
| 5       | Hà Lan (NED)               |   |   |   |   |   |   |   |   | 1 |   | 4 | 0 | 5  | 0 |
| 4       | Serbia (SRB)               | 2 |   |   |   |   | 2 |   |   |   |   |   | 4 | 0  | 0 |
| 4       | Thụy Sĩ (SUI)              | 1 |   |   |   |   |   |   | 2 |   | 1 |   | 4 | 0  | 0 |
| 4       | Ba Lan (POL)               |   |   |   |   |   |   | 1 |   | 2 |   | 1 | 0 | 4  | 0 |
| 4       | Nhật Bản (JPN)             |   |   |   |   |   |   |   |   | 1 | 2 | 1 | 2 | 2  | 0 |
| 3       | Phần Lan (FIN)             |   |   |   |   |   |   | 1 |   | 1 |   | 1 | 0 | 3  | 0 |
| 3       | Nam Phi (RSA)              |   |   |   |   |   |   |   | 1 |   | 1 | 1 | 2 | 1  | 0 |
| 3       | Chile (CHI)                |   |   |   |   |   |   |   |   | 1 |   | 2 | 0 | 3  | 0 |
| 2       | Gruzia (GEO)               |   |   |   |   |   |   |   | 2 |   |   |   | 2 | 0  | 0 |
| 2       | România (ROU)              |   |   |   |   |   |   |   |   | 1 |   | 1 | 0 | 2  | 0 |
| 2       | Bosna và Hercegovina (BIH) |   |   |   |   |   |   |   |   |   | 2 |   | 2 | 0  | 0 |
| 2       | Belarus (BLR)              |   |   |   |   |   |   |   |   |   |   | 2 | 0 | 2  | 0 |
| 2       | México (MEX)               |   |   |   |   |   |   |   |   |   |   | 2 | 0 | 2  | 0 |
| 2       | New Zealand (NZL)          |   |   |   |   |   |   |   |   |   |   | 2 | 0 | 2  | 0 |
| 1       | Colombia (COL)             |   |   |   |   |   |   | 1 |   |   |   |   | 0 | 1  | 0 |
| 1       | Hy Lạp (GRE)               |   |   |   |   |   |   |   |   |   | 1 |   | 1 | 0  | 0 |
| 1       | Hungary (HUN)              |   |   |   |   |   |   |   |   |   | 1 |   | 1 | 0  | 0 |
| 1       | Bồ Đào Nha (POR)           |   |   |   |   |   |   |   |   |   | 1 |   | 1 | 0  | 0 |
| 1       | Slovakia (SVK)             |   |   |   |   |   |   |   |   |   | 1 |   | 1 | 0  | 0 |
| 1       | Cộng hòa Séc (CZE)         |   |   |   |   |   |   |   |   |   |   | 1 | 0 | 1  | 0 |
| 1       | El Salvador (ESA)          |   |   |   |   |   |   |   |   |   |   | 1 | 0 | 1  | 0 |
| 1       | Israel (ISR)               |   |   |   |   |   |   |   |   |   |   | 1 | 0 | 1  | 0 |
| 1       | Thụy Điển (SWE)            |   |   |   |   |   |   |   |   |   |   | 1 | 0 | 1  | 0 |

## Bảng xếp hạng ATP
Dưới đây là bảng xếp hạng ATP và bảng xếp hạng ATP Race trong năm của các vận động viên đơn, vận động viên đôi, và vận động viên đồng đội nằm trong top 20 tại ngày hiện tại của mùa giải 2018.

### Đơn
| Thứ hạng chung cuộc Bảng xếp hạng cuộc đua nội dung Đơn | Thứ hạng chung cuộc Bảng xếp hạng cuộc đua nội dung Đơn | Thứ hạng chung cuộc Bảng xếp hạng cuộc đua nội dung Đơn | Thứ hạng chung cuộc Bảng xếp hạng cuộc đua nội dung Đơn | Thứ hạng chung cuộc Bảng xếp hạng cuộc đua nội dung Đơn |
| #                                                       | Tay vợt                                                 | Điểm                                                    | Số giải đấu                                             |                                                         |
| ------------------------------------------------------- | ------------------------------------------------------- | ------------------------------------------------------- | ------------------------------------------------------- | ------------------------------------------------------- |
| 1                                                       | Novak Djokovic (SRB)                                    | 8,045                                                   | 16                                                      |                                                         |
| 2                                                       | Rafael Nadal (ESP)                                      | 7,480                                                   | 13                                                      |                                                         |
| 3                                                       | Roger Federer (SUI)                                     | 6,020                                                   | 12                                                      |                                                         |
| 4                                                       | Juan Martín del Potro (ARG)                             | 5,300                                                   | 18                                                      |                                                         |
| 5                                                       | Alexander Zverev (GER)                                  | 5,085                                                   | 20                                                      |                                                         |
| 6                                                       | Kevin Anderson (RSA)                                    | 4,310                                                   | 19                                                      |                                                         |
| 7                                                       | Marin Čilić (CRO)                                       | 4,050                                                   | 18                                                      |                                                         |
| 8                                                       | Dominic Thiem (AUT)                                     | 3,895                                                   | 24                                                      |                                                         |
| 9                                                       | Kei Nishikori (JPN)                                     | 3,390                                                   | 23                                                      |                                                         |
| 10                                                      | John Isner (Hoa Kỳ)                                     | 3,155                                                   | 22                                                      |                                                         |
| 11                                                      | Karen Khachanov (RUS)                                   | 2,835                                                   | 25                                                      |                                                         |
| 12                                                      | Borna Ćorić (CRO)                                       | 2,480                                                   | 20                                                      |                                                         |
| 13                                                      | Fabio Fognini (ITA)                                     | 2,315                                                   | 25                                                      |                                                         |
| 14                                                      | Kyle Edmund (GBR)                                       | 2,150                                                   | 23                                                      |                                                         |
| 15                                                      | Stefanos Tsitsipas (GRE)                                | 2,095                                                   | 30                                                      |                                                         |
| 16                                                      | Daniil Medvedev (RUS)                                   | 1,977                                                   | 27                                                      |                                                         |
| 17                                                      | Diego Schwartzman (ARG)                                 | 1,880                                                   | 26                                                      |                                                         |
| 18                                                      | Milos Raonic (CAN)                                      | 1,855                                                   | 20                                                      |                                                         |
| 19                                                      | Grigor Dimitrov (BUL)                                   | 1,835                                                   | 20                                                      |                                                         |
| 20                                                      | Marco Cecchinato (ITA)                                  | 1,819                                                   | 31                                                      |                                                         |

| Bảng xếp hạng Đơn ATP cuối năm | Bảng xếp hạng Đơn ATP cuối năm | Bảng xếp hạng Đơn ATP cuối năm | Bảng xếp hạng Đơn ATP cuối năm | Bảng xếp hạng Đơn ATP cuối năm | Bảng xếp hạng Đơn ATP cuối năm | Bảng xếp hạng Đơn ATP cuối năm | Bảng xếp hạng Đơn ATP cuối năm |
| #                              | Tay vợt                        | Điểm                           | Số giải đấu                    | XH '17                         | Cao                            | Thấp                           | '17→'18                        |
| ------------------------------ | ------------------------------ | ------------------------------ | ------------------------------ | ------------------------------ | ------------------------------ | ------------------------------ | ------------------------------ |
| 1                              | Novak Djokovic (SRB)           | 9,045                          | 17                             | 12                             | 1                              | 22                             | 11                             |
| 2                              | Rafael Nadal (ESP)             | 7,480                          | 13                             | 1                              | 1                              | 2                              | 1                              |
| 3                              | Roger Federer (SUI)            | 6,420                          | 17                             | 2                              | 1                              | 3                              | 1                              |
| 4                              | Alexander Zverev (GER)         | 6,385                          | 21                             | 4                              | 3                              | 5                              | Giữ nguyên                     |
| 5                              | Juan Martín del Potro (ARG)    | 5,300                          | 18                             | 11                             | 3                              | 11                             | 6                              |
| 6                              | Kevin Anderson (RSA)           | 4,710                          | 20                             | 14                             | 5                              | 14                             | 8                              |
| 7                              | Marin Čilić (CRO)              | 4,250                          | 19                             | 6                              | 3                              | 7                              | 1                              |
| 8                              | Dominic Thiem (AUT)            | 4,095                          | 25                             | 5                              | 5                              | 9                              | 3                              |
| 9                              | Kei Nishikori (JPN)            | 3,590                          | 24                             | 22                             | 9                              | 39                             | 13                             |
| 10                             | John Isner (Hoa Kỳ)            | 3,155                          | 23                             | 17                             | 8                              | 19                             | 7                              |
| 11                             | Karen Khachanov (RUS)          | 2,835                          | 25                             | 45                             | 11                             | 49                             | 34                             |
| 12                             | Borna Ćorić (CRO)              | 2,480                          | 20                             | 48                             | 12                             | 50                             | 36                             |
| 13                             | Fabio Fognini (ITA)            | 2,315                          | 25                             | 27                             | 13                             | 27                             | 14                             |
| 14                             | Kyle Edmund (GBR)              | 2,150                          | 23                             | 50                             | 14                             | 50                             | 36                             |
| 15                             | Stefanos Tsitsipas (GRE)       | 2,095                          | 30                             | 91                             | 15                             | 91                             | 76                             |
| 16                             | Daniil Medvedev (RUS)          | 1,977                          | 27                             | 65                             | 16                             | 84                             | 49                             |
| 17                             | Diego Schwartzman (ARG)        | 1,880                          | 26                             | 26                             | 11                             | 26                             | 9                              |
| 18                             | Milos Raonic (CAN)             | 1,855                          | 20                             | 24                             | 18                             | 40                             | 6                              |
| 19                             | Grigor Dimitrov (BUL)          | 1,835                          | 20                             | 3                              | 3                              | 19                             | 16                             |
| 20                             | Marco Cecchinato (ITA)         | 1,819                          | 30                             | 109                            | 19                             | 109                            | 89                             |

#### Vị trí số 1
| Tay vợt nắm giữ      | Ngày giành ngôi | Ngày bị soán ngôi |
| -------------------- | --------------- | ----------------- |
| Rafael Nadal (ESP)   | Cuối năm 2017   | 18 tháng 2        |
| Roger Federer (SUI)  | 19 tháng 2      | 1 tháng 4         |
| Rafael Nadal (ESP)   | 2 tháng 4       | 13 tháng 5        |
| Roger Federer (SUI)  | 14 tháng 5      | 20 tháng 5        |
| Rafael Nadal (ESP)   | 21 tháng 5      | 17 tháng 6        |
| Roger Federer (SUI)  | 18 tháng 6      | 24 tháng 6        |
| Rafael Nadal (ESP)   | 25 tháng 6      | 4 tháng 11        |
| Novak Djokovic (SRB) | 5 tháng 11      | Cuối năm 2018     |

### Đôi
| Thứ hạng chung cuộc Bảng xếp hạng cuộc đua nội dung Đôi theo cặp | Thứ hạng chung cuộc Bảng xếp hạng cuộc đua nội dung Đôi theo cặp | Thứ hạng chung cuộc Bảng xếp hạng cuộc đua nội dung Đôi theo cặp | Thứ hạng chung cuộc Bảng xếp hạng cuộc đua nội dung Đôi theo cặp | Thứ hạng chung cuộc Bảng xếp hạng cuộc đua nội dung Đôi theo cặp |
| #                                                                | Cặp                                                              | Điểm                                                             | Số giải đấu                                                      |                                                                  |
| ---------------------------------------------------------------- | ---------------------------------------------------------------- | ---------------------------------------------------------------- | ---------------------------------------------------------------- | ---------------------------------------------------------------- |
| 1                                                                | Oliver Marach (AUT) · Mate Pavić (CRO)                           | 7,700                                                            | 23                                                               |                                                                  |
| 2                                                                | Juan Sebastián Cabal (COL) · Robert Farah (COL)                  | 5,830                                                            | 21                                                               |                                                                  |
| 3                                                                | Łukasz Kubot (POL) · Marcelo Melo (BRA)                          | 5,430                                                            | 24                                                               |                                                                  |
| 4                                                                | Jamie Murray (GBR) · Bruno Soares (BRA)                          | 4,940                                                            | 21                                                               |                                                                  |
| 5                                                                | Mike Bryan (Hoa Kỳ) · Jack Sock (Hoa Kỳ)                         | 4,630                                                            | 7                                                                |                                                                  |
| 6                                                                | Bob Bryan (Hoa Kỳ) · Mike Bryan (Hoa Kỳ)                         | 4,335                                                            | 9                                                                |                                                                  |
| 7                                                                | Raven Klaasen (RSA) · Michael Venus (NZL)                        | 4,300                                                            | 24                                                               |                                                                  |
| 8                                                                | Nikola Mektić (CRO) · Alexander Peya (AUT)                       | 3,920                                                            | 21                                                               |                                                                  |
| 9                                                                | Pierre-Hugues Herbert (FRA) · Nicolas Mahut (FRA)                | 3,490                                                            | 11                                                               |                                                                  |
| 10                                                               | Henri Kontinen (FIN) · John Peers (AUS)                          | 2,740                                                            | 20                                                               |                                                                  |

| Bảng xếp hạng Đôi ATP cuối năm | Bảng xếp hạng Đôi ATP cuối năm | Bảng xếp hạng Đôi ATP cuối năm | Bảng xếp hạng Đôi ATP cuối năm | Bảng xếp hạng Đôi ATP cuối năm | Bảng xếp hạng Đôi ATP cuối năm | Bảng xếp hạng Đôi ATP cuối năm | Bảng xếp hạng Đôi ATP cuối năm |
| #                              | Tay vợt                        | Điểm                           | Số giải đấu                    | XH 17'                         | Cao                            | Thấp                           | '17→'18                        |
| ------------------------------ | ------------------------------ | ------------------------------ | ------------------------------ | ------------------------------ | ------------------------------ | ------------------------------ | ------------------------------ |
| 1                              | Mike Bryan (Hoa Kỳ)            | 10,840                         | 23                             | 11T                            | 1                              | 15T                            | 10                             |
| 2                              | Jack Sock (Hoa Kỳ)             | 7,925                          | 22                             | 39                             | 2                              | 41                             | 37                             |
| 3                              | Oliver Marach (AUT)            | 7,250                          | 26                             | 19                             | 2                              | 39                             | 16                             |
| 4                              | Mate Pavić (CRO)               | 7,250                          | 26                             | 17                             | 1                              | 38                             | 13                             |
| 5                              | Juan Sebastián Cabal (COL)     | 6,140                          | 23                             | 23                             | 5T                             | 23                             | 18                             |
| 5                              | Robert Farah (COL)             | 6,140                          | 23                             | 27                             | 5T                             | 27                             | 22                             |
| 7                              | Jamie Murray (GBR)             | 5,450                          | 23                             | 9                              | 7                              | 14                             | 2                              |
| 7                              | Bruno Soares (BRA)             | 5,450                          | 23                             | 10                             | 7T                             | 15                             | 3                              |
| 9                              | Łukasz Kubot (POL)             | 5,270                          | 26                             | 2                              | 1T                             | 13                             | 7                              |
| 9                              | Marcelo Melo (BRA)             | 5,270                          | 26                             | 1                              | 1                              | 14                             | 8                              |
| 11                             | Nicolas Mahut (FRA)            | 4,880                          | 19                             | 6                              | 5                              | 21                             | 5                              |
| 12                             | Pierre-Hugues Herbert (FRA)    | 4,440                          | 15                             | 13                             | 6                              | 22                             | 1                              |
| 13                             | Nikola Mektić (CRO)            | 4,400                          | 29                             | 32                             | 11                             | 35                             | 19                             |
| 14                             | Bob Bryan (Hoa Kỳ)             | 4,355                          | 9                              | 11T                            | 3T                             | 15T                            | 3                              |
| 15                             | Raven Klaasen (RSA)            | 4,320                          | 26                             | 25                             | 13                             | 37                             | 10                             |
| 16                             | Michael Venus (NZL)            | 4,320                          | 27                             | 15                             | 12                             | 25                             | 1                              |
| 17                             | Alexander Peya (AUT)           | 4,045                          | 24                             | 54                             | 14                             | 54                             | 37                             |
| 18                             | Ben McLachlan (JPN)            | 3,300                          | 33                             | 73                             | 18                             | 74                             | 55                             |
| 19                             | Jean-Julien Rojer (NED)        | 3,270                          | 27                             | 7                              | 7                              | 23                             | 12                             |
| 20                             | Dominic Inglot (GBR)           | 3,200                          | 26                             | 51                             | 20                             | 64                             | 31                             |

#### Vị trí số 1
| Tay vợt nắm giữ                         | Ngày giành ngôi | Ngày bị soán ngôi |
| --------------------------------------- | --------------- | ----------------- |
| Marcelo Melo (BRA)                      | Cuối năm 2017   | 7 tháng 1         |
| Łukasz Kubot (POL) · Marcelo Melo (BRA) | 8 tháng 1       | 29 tháng 4        |
| Łukasz Kubot (POL)                      | 30 tháng 4      | 20 tháng 5        |
| Mate Pavić (CRO)                        | 21 tháng 5      | 15 tháng 7        |
| Mike Bryan (Hoa Kỳ)                     | 16 tháng 7      | Cuối năm 2018     |

## Các trận đấu hay nhất bởi ATPWorldTour.com

### 5 trận đấu Grand Slam hay nhất
|    | Giải đấu        | Vòng         | Mặt sân   | Người chiến thắng | Đối thủ               | Kết quả                           |
| -- | --------------- | ------------ | --------- | ----------------- | --------------------- | --------------------------------- |
| 1. | US Open         | Quarterfinal | Hard      | Rafael Nadal      | Dominic Thiem         | 0–6, 6–4, 7–5, 6–7(4–7), 7–6(7–5) |
| 2. | Wimbledon       | Semifinals   | Grass (i) | Novak Djokovic    | Rafael Nadal          | 6–4, 3–6, 7–6(11–9), 3–6, 10–8    |
| 3. | Wimbledon       | Quarterfinal | Grass     | Rafael Nadal      | Juan Martín del Potro | 7–5, 6–7(7–9), 4–6, 6–4, 6–4      |
| 4. | US Open         | Third round  | Hard      | Marin Čilić       | Alex de Minaur        | 4–6, 3–6, 6–3, 6–4, 7–5           |
| 5. | Australian Open | Final        | Hard (i)  | Roger Federer     | Marin Čilić           | 6–2, 6–7(5–7), 6–3, 3–6, 6–1      |

Note:
Both the Wimbledon semifinal between Djokovic and Nadal, and the Australian Open men's singles final were contested in their entirety indoors despite being played at traditional outdoor events

### Best 5 ATP World Tour matches
|    | Event        | Round         | Surface  | Winner                | Opponent       | Kết quả                  |
| -- | ------------ | ------------- | -------- | --------------------- | -------------- | ------------------------ |
| 1. | Paris        | Semifinal     | Hard (i) | Novak Djokovic        | Roger Federer  | 7–6(8–6), 5–7, 7–6(7–3)  |
| 2. | Indian Wells | Final         | Hard     | Juan Martín del Potro | Roger Federer  | 6–4, 6–7(8–10), 7–6(7–2) |
| 3. | London       | Final         | Grass    | Marin Čilić           | Novak Djokovic | 5–7, 7–6(7–4), 6–3       |
| 4. | Madrid       | Quarterfinals | Clay     | Dominic Thiem         | Rafael Nadal   | 7–5, 6–3                 |
| 5. | Toronto      | Third Round   | Hard     | Rafael Nadal          | Stan Wawrinka  | 7–5, 7–6(7–4)            |

## Phân phối điểm
| Thể loại                              | VĐ                    | CK                   | BK                  | TK | 1/16 | 1/32 | 1/64 | 1/128 | Q | Q3 | Q2 | Q1 |
| Grand Slam (128S)                     | 2000                  | 1200                 | 720                 | 360 | 180 | 90 | 45 | 10 | 25 | 16 | 8 | 0 |
| ATP Finals (8S/8D)                    | 1500 (max) 1100 (min) | 1000 (max) 600 (min) | 600 (max) 200 (min) | 200 cho các tay vợt thắng mỗi trận vòng bảng, +400 cho các tay vợt thắng bán kết, +500 cho các tay vợt thắng chung kết | 200 cho các tay vợt thắng mỗi trận vòng bảng, +400 cho các tay vợt thắng bán kết, +500 cho các tay vợt thắng chung kết | 200 cho các tay vợt thắng mỗi trận vòng bảng, +400 cho các tay vợt thắng bán kết, +500 cho các tay vợt thắng chung kết | 200 cho các tay vợt thắng mỗi trận vòng bảng, +400 cho các tay vợt thắng bán kết, +500 cho các tay vợt thắng chung kết | 200 cho các tay vợt thắng mỗi trận vòng bảng, +400 cho các tay vợt thắng bán kết, +500 cho các tay vợt thắng chung kết | 200 cho các tay vợt thắng mỗi trận vòng bảng, +400 cho các tay vợt thắng bán kết, +500 cho các tay vợt thắng chung kết | 200 cho các tay vợt thắng mỗi trận vòng bảng, +400 cho các tay vợt thắng bán kết, +500 cho các tay vợt thắng chung kết | 200 cho các tay vợt thắng mỗi trận vòng bảng, +400 cho các tay vợt thắng bán kết, +500 cho các tay vợt thắng chung kết | 200 cho các tay vợt thắng mỗi trận vòng bảng, +400 cho các tay vợt thắng bán kết, +500 cho các tay vợt thắng chung kết |
| ATP World Tour Masters 1000 (96S)     | 1000                  | 600                  | 360                 | 180 | 90 | 45 | 25 | 10 | 16 | – | 8 | 0 |
| ATP World Tour Masters 1000 (56S/48S) | 1000                  | 600                  | 360                 | 180 | 90 | 45 | 10 | – | 25 | – | 16 | 0 |
| ATP World Tour 500 (48S)              | 500                   | 300                  | 180                 | 90 | 45 | 20 | 0 | – | 10 | – | 4 | 0 |
| ATP World Tour 500 (32S)              | 500                   | 300                  | 180                 | 90 | 45 | 0 | – | – | 20 | – | 10 | 0 |
| ATP World Tour 250 (48S)              | 250                   | 150                  | 90                  | 45 | 20 | 10 | 0 | – | 5 | – | 3 | 0 |
| ATP World Tour 250 (32S/28S)          | 250                   | 150                  | 90                  | 45 | 20 | 0 | – | – | 12 | – | 6 | 0 |